# 林夕
林夕（英語：Albert Leung，1961年12月7日—），本名梁偉文，作詞人，香港出生，後移民台灣並入籍。至今創作逾四千首粵語及國語歌曲。與黃偉文並稱「兩個偉文」。1995至2003年間，林夕連續九年奪得叱咤乐坛流行榜頒獎典禮填詞人大獎，創下最長連續紀錄，並於2006至2009年再獲四屆。1999年憑王菲《臉》、2010年憑張惠妹《開門見山》兩度獲台灣金曲獎最佳作詞人。2009年獲頒香港樂壇最高榮譽金針獎；2015年移民至台灣。

## 筆名

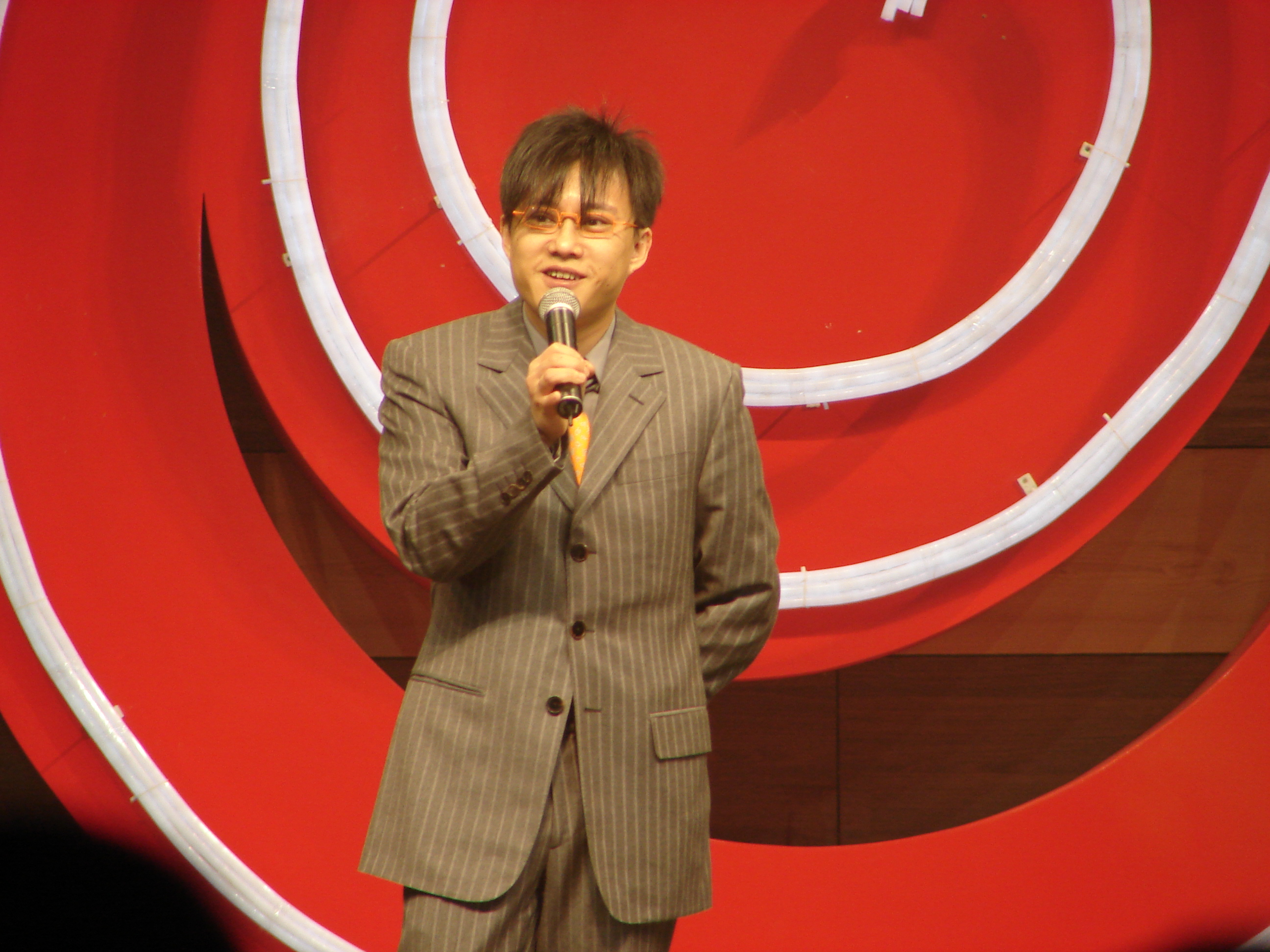
林夕在2007年

林夕在節目《志雲飯局》中提到過，開始打算填詞的時候，很喜歡林振強，覺得「林」字很美，所以筆名選擇姓「林」，而後來看了簡體版的《紅樓夢》，見到「夢」字的簡化字乃「梦」，林中夕陽，意境漂亮，於是覺得不如就叫「林夕」。最初他只是用這筆名寫稿，到後來正式填詞，就順便也用了這名字。也因此，後輩也稱他「『梦』大師」。至於自己的真實姓名梁偉文，不是不願意提起，林夕說既然用筆名，就是想隱姓埋名。而家人則依然稱呼林夕為「文仔」。
另一暱稱「夕爺」，是由俞琤在某次商業電台營業部會議中提出，當時全部的營業員都坐在一起，俞琤說道：「你們不如評價創作部的貢獻如何。」當時在場有人答道：「在夕哥的帶領下當然是很好的。」俞琤說：「『夕哥』？怎麼不叫『夕爺』？」從此，林夕便多了個略顯老成的敬稱「夕爺」。

## 生平

### 早年
他曾就讀石籬天主教小學，小學畢業於九龍塘宣道小學，中學畢業於陳瑞祺（喇沙）書院，會考文科9科成績2A5B2C，預科畢業於喇沙書院。1984年畢業於香港大學文學院中文系（現名中文學院），主修翻譯。
林夕接受香港電台節目《鏗鏘說》訪問，指他爸爸的脾氣非常暴躁，童年一點都不快樂。他的爸爸有三個太太、很多子女，但他們都難以接受爸爸的脾氣而相繼搬走；為了保護媽媽，林夕選擇留守在家，剩下他與父母三人，但最終仍帶著媽媽離開這個家。 故此，他經常羨慕一些幸福或正常的家庭；他感慨若大家能好好溝通，早些勇敢地面對，便不會養出個「怪獸」。
林夕中學三年級就看很多古典詩詞，分半鐘就能背誦蘇東坡《前赤壁賦》。他看書速度很快，中學幾年已讀了很多古典作品，包括《三國演義》、《紅樓夢》、《世說新語》、《論語》、《道德經》等等。他最喜歡的作家是蘇東坡，「蘇東坡吸引我的，不光是他的作品，還有他豁達的人生觀」。他從高中時期就開始寫詞及參加各種作詞比賽，發表第一首作品前已經寫了 300 首。

### 事業
1978年，高中的林夕投稿《星島日報》，撰寫電視評論，之後變成固定專欄。大學期間曾任助教，畢業後任《快報》副刊編輯和作者。1984年，林夕以作詞人身份參加香港電台舉辦的「非情歌創作比賽」，他於比賽奪得冠軍的作品就是鍾鎮濤主唱的《曾經》。他隨後正式入行，首次發行的詞作是為Raidas寫的《吸煙的女人》，歌曲推出後大受歡迎，歌詞內容亦引起關注。在歌詞創作之餘，他一度同時寫七份雜誌專欄：《好時代》、《新時代》、《年青人週報》、《青年週報》、《100分》、《華僑日報》和《星島日報》，並歷任亞洲電視節目創作主任、音樂工廠總經理及商業電台廣告部創作總監。1986年，他與吳美筠、洛楓等文化人創辦《九分壹》詩刊（1986-1990）。1995年香港《蘋果日報》創刊，林夕撰寫每日專欄，但因商台與歌詞工作兩忙下，只堅持一個月，直到2007年，林夕於《蘋果日報》重新撰寫「常言道」專欄，一週四篇（逢週日到週三刊登），2021年《蘋果日報》停刊後「常言道」移載其臉書。林夕還在《明報週刊》撰寫「十方一念」（2006年－至今）和「也無風雨也無晴」（2006年－2019年）兩個專欄，以及在《U周刊》撰寫專欄「顛倒夢想」（2006年2016年）。
林夕是香港作曲家及作詞家協會會員，他對事物觀察入微，對城市的觸覺敏銳，以填詞速度高、產量多而著名，最快只花45分鐘便完成了許美靜的《明知故犯》歌詞，最长花了十日才寫好陳奕迅的《Shall We Talk》，讲述與家人溝通之難，也是林夕家中寫照：他表示曾對母親發脾氣，令他十分後悔，並檢討為甚麼平時對其他人都很溫和，對最親的人卻發脾氣。這亦啟發他日後為陳奕迅寫的《於心有愧》，實質是送給他母親的。
林夕早期的歌詞只以廣東話來填寫，為增強聽覺效果，作品每句的最後一字多為押韻。1991年，他接了羅大佑「音樂工廠」的總經理一職，每月都會去台灣開會兩次，也開始學國語，在羅大佑鼓勵下開始寫國語歌，亦開始一曲兩寫，例如給王菲填的詞就有廣東版的《郵差》及國語版的《蝴蝶》，陳奕迅的就有廣東版的《明年今日》和國語版的《十年》，替陳曉東寫的《不必說感謝》則是同曲名但歌詞也分國、粵語兩版，同樣的，張國榮的《我》也是有兩種語言的版本。
林夕曾在訪問中表示，最初填寫歌詞受影響比較多的是黃霑、盧國沾等香港元老級的填詞人。早期香港很多電視劇主題曲的歌詞都出自他們之手，林夕特別佩服他們能夠將複雜的金庸小說改編電視劇濃縮在三言兩語之中，精準地表達出來，從此愛上歌詞創作。2005年初，林夕與潘源良和鄭國江合作撰寫一首悼念黃霑的歌曲《霑叔（給黃霑博士的歌）》，由溫拿樂隊主唱。此外，他亦很欣賞填詞人林振強，特別是他善於借物抒情的填詞手法。
1995年至2003年，林夕連續九年獲得叱吒樂壇流行榜頒獎典禮填詞人大獎，為最長連續獲這大獎的填詞人。2008年，林夕寫下7首奧運歌曲，以《北京歡迎你》最為著名。2009年林夕獲得香港樂壇最高榮譽金針獎時，由羅大佑頒獎，張學友獻花。
林夕曾擔任十大中文金曲及台灣金曲獎評審。2009年，接替李宗盛擔任中國第九屆《音樂風雲榜》的評審團主席。2011年及2012年，為台灣第一屆及二屆《華人星光大道》作評審。2012年，央視《音樂傳奇》節目拍攝了林夕紀錄片《似是故人來·林夕》。2013年，擔任浙江衛視的《衝刺好聲音》第八期「決戰紫禁之巔」評審。2014年，林夕為安徽衛視節目《我為歌狂》第二季出任首席音樂評審。林夕亦曾出席不同電視台的綜藝節目作嘉賓，如2007年無線電視的《志雲飯局》、2011年浙江衞視的《我愛記歌詞》、2012年中央電視台的《小崔說事》、2017年台視的《台灣名人堂》等等。
2017年起，林夕因支持香港民主運動，被中國官方逐步封殺，其作品在中國電視節目播放時，「填詞人」一欄省略或變成「佚名」。

### 與歌手的關係
林夕首次正式發表的作品是1986年，為香港流行音樂二人組合Raidas寫的《吸煙的女人》。Raidas當時的主音陳德彰是林夕預科時期的校友，林夕後成為Raidas的「御用填詞人」，為Raidas寫下《傳說》、《別人的歌》等經典作品。
在90年代初，林夕與台灣歌手羅大佑合作，加盟音樂工廠（滾石唱片前身）。在羅大佑的鼓勵下，開始學習國語，並從1994年開始創作國語歌詞。
黃耀明於1991年加盟「音樂工廠」，其時林夕為音樂工廠的總經理。林夕在《林夕字傳2》中坦言「與黄耀明共事，是個重要的里程碑。也償還了身在Raidas、心在達明的心願」（黃耀明當年為達明一派的主音歌手），但指當年還未與黃耀明熟絡時，對方以為他是「陰濕的生意人」。林夕坦言，黃耀明是他合作過的歌手中最特別的一個﹐當年只有黃耀明會要求他修改歌詞：「黃耀明太有主見了﹐只有他要求﹐歌必須關注自己的生命和態度」，亦坦言黃耀明對他的影響很大。1994年4月，黃耀明首張國語大碟《明明不是天使》面世，在該專輯的特刊中，林夕寫了一篇題為《花絮》的文章：「我從來沒有寫日記的習慣，但與黃耀明錄音的幾十個夜晚卻隨時可以寫成幾百字以至幾萬字，不等。我聽過林林總總的要求我修改歌詞的理由⋯⋯但黃對我説『這句話有問題，我不是這樣看愛情』。」，在2003年的十大勁歌金曲頒獎典禮上，林夕更笑稱要把所獲的「最佳填詞」獎與黃耀明分享，因為那是和黃耀明生的「靚仔」（指歌曲「身外情」）。
林夕視張國榮為「知己」。1988年、林夕經倪震介紹認識張國榮。在1990年和倪震的訪談中，林夕說「特别喜欢合作的歌手有拆了档的Raidas、杜德伟、麦洁文和张国荣。尤其是张国荣，完全能唱出我歌词的味道，我只替他填过三首歌，HIT了两首，分别是《无需要太多》和《侧面》」。1995年張國榮復出樂壇後，林夕與他長期合作。張國榮葬禮場刊由林夕負責，林夕還寫下《苦海孤雏》和《不求人》兩首紀念他的歌。他曾說：「张国荣的离去意味着我写某种东西的机会永远都没有了......我很担心如果有一天王菲也退休的话，我将会有某一部分的东西不能发挥出来。」他曾自責當時寫詞太過沈重，沒能開解好張國榮。在《志雲飯局》中，林夕說「為張國榮寫下六十多首歌裡，最喜歡的是為他譜寫的出櫃之作《我》。他要當中有一句，是一齣電影很有名的對白『I am what I am』，那我便說『哦！這樣，你是否要走出來』，他說『走！走出來』」。至於其他男歌手，林夕在《志雲飯局》說現時與他最夾的是陳奕迅、古巨基及劉德華，並佩服劉德華「無欲則剛」的社會責任感。
林夕曾形容王菲是他的皮，楊千嬅猶如他的一塊肉。他也稱和王菲如「無名份的夫妻」，又說自從聽過楊千嬅唱《再見二丁目》後，覺得後者唱得太好，所以決定以後都給她最好的。及至2014年，林夕於某次大學講座上提到：「有說我跟王菲是無名分的夫妻這有點誇張，但陳奕迅是我寫詞的右手，這絕對沒問題，因為他就是用嘴巴唱出了我的心。」他認為十年難出一個陳奕迅 ，他什麼歌都敢試，唱歌不用技巧，用的是感情。林夕於2022年的專訪表示，他最愛的三首歌詞分別是王菲的《開到荼靡》、《百年孤寂》和陳奕迅的《任我行》；覺得《開到荼靡》和《百年孤寂》有他學佛多年的心得，而《任我行》則描述頑童在獨行與跟隊之間的決擇。
林夕曾在訪問中說過給王菲及楊千嬅寫詞只是錦上添花，給王菀之寫詞才是真正的雪中送炭，他最想拯救的歌手是王菀之。他指出那些說香港樂壇每況愈下的人只是不認識王菀之。林夕亦曾鼓勵因緋聞是非而陷入低谷的陳曉東創作，親授他譜寫歌詞，也替幾乎所有陳曉東作曲的歌曲填寫歌詞。他直言與陳曉東合作對自己創作的影響：「寫歌詞越來越膽大包天，胡作非為，而那正是天作之合的好開始。」
林夕也与張學友多次合作。1996年張學友與羅美薇結婚時，林夕特意為他填詞、與李偲菘合作創作《你的名字我的姓氏》送給他們做結婚禮物。2000年与伍樂城合作爲張學友創作的《一生一火花》亦流行一時。2005年林夕與張學友合作創作音樂劇《雪狼湖》國語版。
林夕稱合作過歌手中，「最易服侍」是王菲，「菲對我絕對信任，總之我寫什麼她唱什麼」，而「最麻煩」，「最難服侍」的是林憶蓮：「我自問是一個不輕言放棄的人，但她真的會令人放棄。任何歌手我也願意改歌詞，改三、四次也有，但林憶蓮最大問題是她不知自己要什麼，她說不出來，只會說一些很抽象的感覺，『咦！不像那些喎！』她有一首《再見悲哀》是最高紀錄，我填了八次⋯⋯過去這麼多年跟林憶蓮合作也是一個苦難，令你自信崩潰的一個過程。」

## 政治立場

### 音樂
林夕寫過四首關於六四事件的歌，分別是《在那遙遠的地方》（1989），《皆因一經過六四》（1989），《让我孤单过这一晚》（1990）和《回憶有罪》（2019）；多首關於中港關係的歌，如羅大佑《皇后大道東》（1991）、《首都》（1992）和《親親表哥》（1992），陳奕迅《六月飛霜》（2011）和《斯德哥爾摩情人》(2013)，謝安琪《獨家村》（2014），C AllStar《生於斯》（2015）等，亦為大衛·鮑伊關於西藏問題的歌曲《剎那天地》(1997）提供中文填詞。
林夕曾為多首支持香港民主運動的歌曲填詞，如支持雨傘革命的歌曲《撐起雨傘》和支持反送中運動的歌曲《撐》，何韻詩《是有種人》（2015），滅火器《雙城記》（2019），以及改編自电影《1987：黎明到来的那一天》片尾曲《当那天到来》（그날이오면），由黃耀明演唱的《自由之夏》（2020）。
林夕写過七首迎接北京奧運會的歌，包括《北京歡迎你》（2008）和《紅遍全球》（2008），但他後來稱《北京歡迎你》是「人生汙點」，《紅遍全球》的「中國人紅起來」一句為製作團隊擅自加入。
除政治歌曲外，林夕有多首非政治歌曲也遭到中國大陸审查或禁播，如王菲《將愛》中的《假愛之名》，張學友《学友热》中的《算命》，古巨基《大雄》中的《小流氓》，杨千嬅《电光幻影》中的《处处吻》，杨千嬅《Make Up》中的《蓝与黑》，杨千嬅《扬眉》中的《我爱坏人》，梁汉文《03四季》中的《新闻女郎》，梁汉文《10号》中的《666》，张学友《在你身边》中的《原罪犯》，刘德华《声音》中的《观世音》，林晓培《不知好歹》中的同名主打等。

### 社會活動
林夕在2008年曾在香港《蘋果日報》專欄撰文反擊斯皮爾伯格、米亞·法羅等西方人士對北京奧運的批評，寫道：「歐美政府只是用奧運來做籌碼，落你的面子，禍根是你的經濟力量，威脅到他們的利益，跟西藏牌一樣在有需要時就拿來當百搭用。緬懷著殖民與帝國年代的列強，倘若讓奧運無風無浪搞好，中國威脅論的幽魂，將成為寢食難安的噩夢。」同年，他在《教我如何不愛國》一文中寫道：「我提議搞愛國教育的人，自己先了解一下中國五千年來的文史哲精髓，這樣才能有一個教育的藍圖出來⋯⋯只教我們愛《基本法》，愛五星紅旗，就像任督二脈還沒打通，知道表面的招式，沒有心法，認識只得皮毛。這樣的愛又如何能細水長流。勉強沒幸福，何況一個國這樣大這樣複雜？」其後，他的專欄文章多支持本土主义与泛民主派。台灣方面，林夕讚賞馬英九，批判陳水扁。雨傘運動失敗後，他於2015年移民台灣，2021年入籍，曾批評韓國瑜、柯文哲和民眾黨。
林夕在2012年，應黃耀明之邀出席反國教集會後，便開始積極投入社會運動。他在2014年4月香港大學講座稱，為《北京歡迎你》填詞作了一趟官方喉舌，是其「人生污點」。2015年12月，香港親北京團體「愛港行動」召集人陳淨心於微博舉報該言論，林夕原計劃在廣西大學的交流活動因此被取消。
2016年12月30日，台灣《蘋果日報》刊登了據稱來自中國文化部的「55組藝人封殺名單」，其中包括林夕。該禁令要求中國的音樂平台在2017年1月9號之前將這些藝人的作品下架。中國文化部否認存在這份黑名單，但名單上大部分藝人作品在截止日前被中國音樂平台下架。2017年2月，湖南衛視《歌手》第四期節目中林憶蓮演唱林夕填詞的《我最親愛的》，畫面上歌曲簡介刪除了填詞人一欄。
2019年的七一香港回归纪念日，林夕发表文章稱：「有些人真心翹首以待（回歸），不用被英國殖民，終於可以做回堂堂正正的中國人。這些人我尊重卻不認同他們的天真。」他还寫道：「我熱愛中華文化，卻厭惡中國共產黨的政治鬥爭文化⋯⋯一國一口一口的吞噬了兩制，回歸變成港殤，乃歷史的必然。」
2019年11月22日，林夕出席在台北自由广场举行的「撐香港要自由」演唱會。當晚傳出包括《北京歡迎你》等近4000首林夕作品在中國網路下架，但林夕證實是謠言。及後，東方衛視播出《夢圓東方2020東方衛視跨年盛典》，藝人王凱選唱由林夕填詞的張國榮歌曲《我》，畫面上歌曲簡介作詞人一欄變成「佚名」。林夕在2020年接受香港电台节目《铿锵集》访问时表示：「被人佚名都是一种光荣。」
2020年6月4日，林夕於台北自由广场六四烛光悼念晚会间，大喊「天灭中共，结束一党专政」。
2020年8月6日及7日，林夕在Instagram及Facebook發文改寫歌曲《約定》的歌詞，並標籤前香港立法會議員、香港眾志創黨主席羅冠聰。中國中央電視台批評其「误解了『光荣』一词」，「跟港獨搞到一塊兒」。中國音樂平台隨後刪除了上千首林夕歌曲署名。对于被央視批评，林夕称不敢返回香港，担心被迫害，但会继续为香港发声，「追求自由无罪」。
2022年2月5日，林夕停更五年的微博被封。
2023年，陈奕迅擬定12月在广州举办演唱会，但送審資料中作詞人林夕被主辦方改名。行為曝光後陳奕迅經理人公司即時終止與涉事主辦方合作，並改與另一主辦方合作繼續舉行演唱會。

林夕曾在2020年自述其政治活動歷程：
我從1995年香港《蘋果日報》創刊，就開始在專欄上用文字參與社會事務，2007年之後，隨著越來越荒謬的香港與中國，寫啊寫，我所身處的世界越離譜，就寫的越衝衝衝。四川汶川大地震以後，更連續罵了這個「把喪事當喜事辦」的國家以及領導人好幾天，就像現在該國處理疫情的手段，既然專制強權不曾進步過，我就一定更進一步。
2012年，時任特首梁振英要推行的「愛國教育課綱」，我就正式在文字世界以外，參與社會運動，在香港「反課綱」的集會站台，一講就講了45分鐘，光那段講話，該修理的人事都修理光了，該得罪的那個黨也重重的得罪了。2013年，香港大學被親共政棍把持，破壞了香港大學過往的升任制度，我又從醫院病床上，趕到港大聲援，上台一講又批評了港共政府十幾分鐘。接續當然也在專欄分析了這是共產黨出手操控香港所有大學的起手式。
是的，最嚴重的是雨傘運動，就因為站台講該講的話，寫了義不容辭的歌，不公義不文明不需講道理的懲罰，自此開始。可是我沒在怕，也永不言悔，我在台上說：「我寧可光明正大的哭，也不願意鬼鬼祟祟的笑。」其實不必分那麼細，身為香港人、身為半個台灣人、生而為人，對社會對世界都有責任，我永遠相信人會影響人，想做一個更好的人，這就是我選擇的方式和角色。正如我在香港電台《鏗鏘說》節目裏說的：「把寫詞視同第一生命是我的執著，當寫了內心話而損失了一些機會，要我從此小心翼翼講話，我寧可第一生命遭損傷，這就是我的放下。」
⋯⋯

當真理戰勝邪惡、當是非黑白攤在陽光下，當那一天來到，中共欠我們的，天自會償還我們。放心，請相信我。

## 個人生活

### 宗教
林夕自小是基督徒，后改信佛，又服膺道家思想。林夕常在歌词中融入佛老思想，如《心經》借女主角的經歷提出「放下」舊情的思想、《詩情》有老子哲學、《弱水三千》《电光幻影》《般若波羅蜜》的佛家哲理、黃耀明的《四大皆空》一曲更圓融佛理和道家思想。在2012年，香港電台節目《正斗中文》其中一集，曾以劉德華的《觀世音》為詞作鑑賞教材。2017年，林夕指出陳奕迅的《不來也不去》是拼盡他對佛法的了解、自己的經驗跟文字的運用，希望可以通過這首歌表達出一些道理。2020年，香港電台節目《五夜講場》系列之《哲學有偈傾：夕爺無限好》一集中，更曾以哲學角度鑑賞《不來也不去》的歌詞。次年，《好青年荼毒室》應觀眾要求於YouTube 頻道詳細鑑賞這首歌的佛教哲理。

### 感情
2006年，在商台节目《烽火台》與好友杜琪峰的訪談中，林夕稱为梅艳芳写《女人心》时“当自己是女人，望着床边自己爱的男人，心里面想和他安稳过一世”，杜琪峰即问他：“你以为自己是女人？”林夕回答：“我可以做一个女人”，被媒體視為出櫃。2007年，在《志雲飯局》節目中，陳志雲問林夕是否會有張國榮般出櫃的勇氣，林夕答：「⋯⋯有，但是要考慮其他人的感受，現在社會開放，是沒所謂，這是一種天生的取向，但要照顧一些未能接受你身份的人的感受，要計算這個代價。所謂『走出來』，用一個走字，即out of closet從衣櫃走出來，我覺得是一種歧視，已經不正確。為何要走出來？雙性戀人會否說我走出來？為何同性戀人要說走出來呢？其實毋須走出來，根本我活得非常開心快樂，走出來是早年需要些。」他還說：「經過Leslie之後，我覺得任何歌星無需要走出來，毋須再特別講，如要特別講，反而不正確。」
2017年4月，有網民在「微博問答」問蔡瀾：「蔡生你好，您、黃霑先生當年應該跟林夕很熟吧，你們是怎麼發現林夕不喜歡女生只喜歡男生的？有沒什麼小故事？你眼裏林夕是一個怎麼樣的人？能簡單評價下他嗎？謝謝。」蔡瀾認真回答：「黃霑和他熟不熟不知道。林夕和倪震為好友，到倪家玩，倪匡兄見是個大好青年，問有無女友，要不要介紹一個？林夕回答『不必了，倪叔叔，我是基的』。林夕極有才華。」

### 收藏家
林夕从90年代初开始收藏中国书画、古董、油画及当代艺术，藏有方召麐，范宽、仇英、郑板桥的字画，并曾在2015年以「绘宝堂主」的别号，委托嘉德香港拍卖11件方召麐书画。

### 焦慮症
林夕曾於2000年患上焦慮症。他在2006年的一次訪問中表示，他是在為陳奕迅填《Shall We Talk》的詞時開始覺得自己患病，而在病況最嚴重的幾年，他的產量卻最豐富。他在2007年的采访中表示：「这个病大概折磨了我四五年，我开始失眠，肌肉紧绷，好像整天有一只无形的手扣着我的喉咙，每天起床肩膀就开始紧张，无法放松，看到电脑就害怕，不想写歌词，就会逃避。于是看很烂的电影打发时间，重复看十多次。我爱歌词如命，可现在它却要我的命。」

## 徒弟
林若寧：商業電台叱吒903總監，2000年由林夕取「小林」筆名正式發佈第一首填詞作品，他是繼林夕、黃偉文、陳少琪和李峻一後，又一位獲得「承包權」的填詞人。
林日曦：前毛記葵涌執行董事，創作單位「100毛」、「黑紙」及「毛記電視」和白卷出版社創辦人，別稱「腦細」、「林日A」，2007年開始發表作品的新晉填詞人。

## 職務
- 香港大學中文學會幹事：圖書管理（1981年－1982年）
- 香港大學中文系助教（1984年－1987年）
- 與飲江、洛楓、吳美筠、李焯雄共同創辦《九分壹》詩刊（1986年－1990年）
- 快報副刊編輯（1987年－1988年）
- 亞洲電視節目部創作主任／節目部副經理（1989年－1991年）
- 音樂工廠創作總監／總經理（1991年－1994年）
- 商业電台廣告創作及製作部主管／商業電台創作顧問／商業電台顧問（1994年－2007年）
- 月刊《創意新地》編輯顧問（2006年）
- 明周《也無風雨也無晴》專欄作者（2006年－2019年）
- 明周《十方一念》專欄作者（2006年至今）
- U Magazine《顛倒夢想》專欄作者（2006年－2016年）
- 東周刊《如是我聞》專欄作者（2006年－）
- 香港蘋果日報副刊專欄作者（1995年）
- 香港蘋果日報《常言道》專欄作者（2007年－2021年6月24日）
- KKBOX《非關音樂》專欄作者（2011年－2013年）
- 華人星光大道評審（2011年－2013年）
- 與梁榮駿策劃發起紀念張國榮《ReImagine Leslie Cheung》翻唱專輯及音樂會（2012年）
- TEDxTaipei TED演講者（2017年）
- 香港蘋果日報《蘋中信》專欄作者（2018年－2021年6月24日）
- KKBOX联名合作《開門見山》個人播客（2020年－2021年）

## 書籍
- 《似是故人來》（ISBN 9623574789，1992年10月，明窗出版社；ISBN 9628918176，2006年，明窗出版社）
- 《某月某日記》
- 《即興演出》（1988年7月，友禾製作事務所有限公司）
- 《盛世邊緣》（ISBN 9624220026，1990年4月，集英館）
- 《小城無故事》（合著）（ISBN 9624200785，1992年首版，創建文庫出版；ISBN 9789881585796，第二版，長頸鹿出版——在首版的基礎上，添加你的背包、我最親愛的）
- 《都市流言》（ISBN 9627993513，商台出版有限公司）
- 《九分一》詩刊
- 《曾經──林夕90前後》（ISBN 9624519986，2006年，香港皇冠出版社）本書是林夕挑選舊作《某月某日記》、《即興演出》和《盛世邊缘》的文章集結而成的散文集，由劉德華親筆題寫書名「曾經」為封面。
- 《我所愛的香港》（ISBN 9789882160453，2007年，香港皇冠出版社）
- 《原來你非不快樂》（ISBN 9789573265757，2010年，臺灣遠流）
- 《林夕一念隨筆　你今天末日了沒？》（ISBN 9789888249602，2014年7月，香港亮光文化）
- 《林夕一念隨筆2　夏花秋葉剛剛好》（ISBN 9789888365487，2016年7月，香港亮光文化）
- 《林夕我诗1　魚本來就是要游泳》（ISBN 9789888884179，2024年7月，香港亮光文化）
- 《林夕字简4 曾經 新版｜寫於90前後 153篇生活筆記＋增訂10篇碎碎念小說》（ISBN 978-988-8884-31-5，2025年4月，香港亮光文化）

- 林夕心簡（1）| 原來你非不快樂          －ISBN 9789881757579 | 2008-07-24
- 林夕心簡（2）| 就算天空再深            －ISBN 9789881791849 | 2009-03-19
- 林夕心簡（3）| 人情．世故              －ISBN 9789881828613 | 2009-07-20
- 林夕心簡（4）| 十方一念                －ISBN 9789881828651 | 2009-07-24
- 林夕心簡（5）| 毫無代價唱最幸福的歌    －ISBN 9789881828606 | 2010-03-30
- 林夕心簡（6）| 知情識趣                －ISBN 9789881937162 | 2010-07-21
- 林夕心簡（7）| 十方一念．純文字增修版  －ISBN 9789881828651 | 2011-07-18
- 林夕心簡（8）| 世界將我包圍            －ISBN 9789881990839 | 2011-07-20
- 林夕心簡（9）| 都什麼時候了            －ISBN 9789881585103 | 2012-07-17
- 林夕心簡（10）| 是非疲勞               －ISBN 9789888249190 | 2013-07-17
- 林夕心簡（11）| 曾經：林夕90前後       －ISBN 9789888249381 | 2014-04
- 林夕心簡（12）| 我所痛愛的香港         －ISBN 9789888249459 | 2014-07
- 林夕心簡（13）| 任你行                 －ISBN 9789888365029 | 2015-07
- 林夕心簡（14）| 無常，所以有膽         －ISBN 9789888365494 | 2016-07
- 林夕心簡（15）| 逆生                   －ISBN 9789888365944 | 2017-07
- 林夕心簡（16）| 那麼，你自己呢？       －ISBN 9789888481651 | 2018-08
- 林夕心簡（17）| 殘缺　能不能           －ISBN 9789888605040 | 2019-01
- 林夕心簡（18）| 擠逼關係               －ISBN 9789888605385 | 2019-07
- 林夕心簡（19）| 拼命無恙               －ISBN 9789888605668 | 2020-07
- 林夕心簡（20）| 成為一步步走前的人     －ISBN 9789888716500 | 2021-07
- 林夕心簡（21）| 別人的歌＋我的詞       －ISBN 9789888820214 | 2022-07
- 林夕心簡（22）| 給生活撐起一葉舟       －ISBN 9789888820702 | 2023-07

其他版本
- 《原來你非不快樂——精緻版》（ISBN 9789881828729，2010年7月，香港亮光文化）
- 《就算天空再深——無常世》（ISBN 9789888481484，2010年7月再版，香港亮光文化）
- 《十方一念．純文字增修版（新版）》（ISBN 9789888249992，2015年7月，香港亮光文化）
- 《十方一念．純文字增修版（2016版）》（ISBN 9789888365616，2016年7月，香港亮光文化）
- 《十方一念．十週年紀念版》（ISBN 9789888605033，2019年1月，香港亮光文化）
- 《別人的歌》（ISBN 9789888481613，2018年6月，香港亮光文化）

## 填詞作品列表
按歌曲發表年份排列（括號內為該年發表作品的總數）

### 1985年（1首）
- 鍾鎮濤－曾經

### 1986年（7首）
| - Raidas－ - Raidas－不願置評 - Raidas－杯中冷巷 | - 川鳴－午夜場 - 川鳴－歲月 - 川鳴－孩子 (給被遺棄的一群) - 羅 文－幾許風雨（國） |

### 1987年（53首）
| - Raidas－傳說 - Raidas－別人的歌 - Raidas－某月某日 - Raidas－穿黑衣的少年 - Raidas－再見朋友 - Raidas－低調感覺 - Raidas－危險遊戲 - Raidas－人海中我是誰 - Raidas－突發事件 - Raidas－第三者 - Raidas－飲馬江湖 - Raidas－沒有路人的都市 - Raidas－熱鬧過後 - Raidas－杯中冷巷 - Raidas－壓軸 - Raidas－苦戀 - 凡 風－季候風 - 凡 風－兩個屋企 - 何嘉麗－純屬廢話 - 何嘉麗－午後的溫柔 - 何嘉麗－三更半夜 - 郭小霖－不規則 - 郭小霖－他是誰 - 郭小霖－唔？......"I Love You" - 郭小霖－說天說地 - 呂 珊－夏日故事 | - 呂 珊－像我這樣的一個女子 - 李麗蕊－是你 - 杜德偉－午夜戀歌 - 杜德偉－抱緊我 - 周啟生－不可思議 - 洪金寶、劉美君、元彪、何嘉麗、呂珊、樓南光、胡慧中、高麗虹、Fundmental－禿鷹使命 - 張國榮－妄想 - 張德蘭－解悶方法 - 張德蘭－尋人啟事 - 張德蘭－天地蒼茫 - 張學友－真空十九小時 - 張學友－Maria - 戚美珍－恩愛故事 - 傅振榮－心跳 - 傅振榮－或者我錯 - 黃凱芹－我沾濕了的臉 - 馮曉文－未曾 - 黃寶欣－害怕寂寞 - 梅艷芳－暫停厭倦 - 溫兆倫－既是朋友 - 董 嵐－將進酒 - 雷安娜－沒有寄出的信 - 甄楚倩－狠心女子 - 劉美君－失戀Cafe - 劉美君－點解 - 鄺美雲－遺棄 - 羅 文－即興演出 |

### 1988年（105首）
| - Chyna－人生如此 - Chyna－不相信 - Chyna－沒法拒絕 - Fundamental－告別校園 - Fundamental－標準情人 - Maria Cordero－當我寂寞 - Raidas、香港電台第二台全體D.J.－太陽計劃 - 友誼接觸－夢中戰士 - 友誼接觸－拼圖 - 友誼接觸、Raidas、風雲、鄭敬基、黃寶欣、周慧敏、區瑞強、Maria Cordero－大話西遊 - 文佩玲－愛的竟是我 - 民間傳奇－熱吻我吧 - 江欣燕－Baby Baby - 何嘉麗－貪愛的人 - 何嘉麗－不自我 - 吳潔梅－個個好奇 - 吳潔梅－我寧願一個 - 吳潔梅－夜色無情 - 呂 方－曾經愛過 - 呂 珊－回頭 - 李明珠－突然 - 李珊珊－唯一證人 - 李美欣－閒人免問 - 李麗蕊－不 - 李麗蕊－等待重逢 - 李麗蕊－終於想到我 - 杜德偉－暗夜 - 杜德偉－錯了 - 杜德偉－戲弄 - 杜德偉－忘情號 - 杜德偉－是誰幼稚 - 杜德偉－永遠作伴 - 杜德智－好戲 - 杜德智－創世啟示錄 - 杜麗莎－過客 - 周慧敏－被動者 - 孟素伶－從前名字，新故事 - 孟素伶－戀愛小說 - 孟素伶－揭幕 - 孟素伶－從不痛哭 - 孟素伶－埋藏的說話 - 孟素伶－我又佔多少 - 孟素伶－為誰消瘦 - 孟素伶－無言的愛 - 林子祥－終於勝利 - 林志美－一生知己 - 林志美－永遠動聽 - 林志美－說不出感想 - 林志美－浪漫假日 - 林姍姍－無謂清醒 - 林姍姍－不准挑剔 - 林姍姍－看著我雙眼 - 柏安妮－慢鏡重播 | - 柏安妮－童話 - 風 雲－埋藏的太陽 - 草 蜢－再見七月 - 區瑞強－Happy With You - 張立基－放心 - 張立基－笑話 - 張國榮－無需要太多 - 張學友－不再是我 - 梅愛芳－軟禁 - 梅愛芳－台板人生 - 梅愛芳－五日四夜 - 許志安－瘋癲愛情 - 許志安－那可問旁人 - 許冠傑－不要問 - 陳百強－從今以後 - 陳百強－怨女 - 陳百強－無聲勝有聲 - 麥潔文－自作自受 - 麥潔文－絕望 - 麥潔文－迷亂 - 黃早慧－戀愛本色 - 黃敏華－200年之戀 - 黃敏華－過氣晚裝 - 黃凱芹－日安憂鬱 - 黃寶欣－然後 - 黃寶欣－雨巷 - 黃露儀－假使真的可以 - 葉振棠－求妳騙我 - 葉麗儀－人間有情 - 甄楚倩－恕不奉陪 - 劉美君－也許是愛 - 劉美君－討厭 - 劉德華－留言 - 劉德華－誰人 - 蔡立兒－情不自禁 - 蔡立兒－日望夜望 - 蔡國權－一走了之 - 鄭敬基－陌生人 - 盧業瑂－全球傳聲新一代 - 盧業瑂－Brenda點唱機 - 鍾鎮濤－昨日少年 - 鍾鎮濤－等妳 - 鍾鎮濤－我家我心 - 藍戰士、太極、Beyond、Cocos、Fundamental、Raidas、達明一派－勁Band Super Jam（與陳少琪、因葵合填） - 魏綺清－夢想辦公室 - 鄺美雲－偷戀 - 羅 文－塵緣（粵） - 羅 文－未知 - 羅 文－甚麼 - 羅嘉良－得不到 - 譚詠麟－八十歲後 |

### 1989年（105首）
| - Echo－隨時隨地 - Echo－你有你，我有我 - Echo－沒有月亮的晚上 - Fundamental－常情 - Maria Cordero－曾經擁有 - Maria Cordero－感激 - 仇雲峰－故鄉情 - 仇雲峰－原來如此 - 王傑－我笑我哭 - 王 傑－生和死 - 王 傑－煩惱只因我 - 王靖雯－無奈那天 - 吳國敬－心病 - 吳國敬－在那遙遠的地方 - 李克勤－天作之合 - 李達成－時光之旅 - 李閏雄－自作自受 - 杜德偉－聽錯望錯 - 阮兆祥－一場朋友 - 林保怡－親親孩子天 - 周啟生－時光配件 - 柏安妮－沒有他 - 夏韶聲－讓我孤單過這一晚 - 徐佩兒－Charlie Charlie - 張立基－曾覺得 - 張立基－飛虎隊 - 張立基－變心 - 張立基－不必講理由 - 張國榮－側面 - 張國榮－我眼中的她 - 張國榮－未來之歌 - 張學友－你沒有錯 - 梅愛芳－何必當初 - 梅艷芳－傲慢 - 梅艷芳－朝朝暮暮 - 梅艷芳－失落嘉年華 - 梅艷芳－第四十夜 - 郭小霖－夢中見 - 郭小霖－無論如何 - 陳百強－背著良心的說話 - 陳百強－誰是知己 - 陳德彰－那是我眼淚 - 陳德彰－午夜放送 - 陳德彰－孤單競賽 - 陳德彰－如果那天 - 陳德彰－此情可待 - 陳德彰－十萬個可能 - 陳德彰－所謂無所謂 - 陳德彰－從前...... - 陳德彰－知得太多 - 陳德彰－好事 - 陳德彰－為何是我 - 麥偉豪－還是算了吧！ | - 麥偉豪－假話實說 - 彭鏡光－就在今天開始 - 曾路得－愛在思念蔓延時 - 曾路得－她的燦爛 - 黃 翊－客人 - 黃 霑－皆因一經過六四 - 黃 霑－聖誕堅持 - 黃 霑－我的基本法 - 黃寶欣－不再難過 - 賈思樂－兜亂兩仔爺 - 葉蒨文－只愛一次 - 雷安娜－異國情緣 - 雷安娜－Anything for you - 雷安娜－別離在秋季 - 雷安娜－天真 - 甄 妮－獨白 - 甄 妮－怨偶故事 - 甄 妮－望我一眼 - 甄 妮－一錯再錯 - 甄楚倩－好夢 - 甄楚倩－Sayonara - 甄楚倩－夜癡纏 - 劉美君－有人 - 蔡立兒－失樂園 - 蔡立兒－就此解決 - 蔡立兒－可會重逢 - 蔡楓華－一代人 - 鄭少秋－近在眼前 - 鄭祖同－妙探出租 - 鄭敬基－沒有愛情的日子 - 鄭敬基－火燙濃情 - 鄭瑞芬、林保怡－Bad Timing - 鍾鎮濤－只要你欣賞 - 鍾鎮濤－讓我好好想昨天 - 鍾鎮濤－關於我的愛人 - 鍾鎮濤－總是一對 - 藍戰士－奇遇 - 藍戰士－無謂客氣 - 藍戰士－不回頭 - 鄺美雲－難得一起 - 羅 文－可否等一會 - 羅 文－天地有誰 - 譚詠麟－浪漫之後 - 邊 界－距離 - 關淑怡－又再見面 - 關淑怡－請不要認錯我 - 關淑怡－最深刻一次 - 寶佩如－不想也罷 - 寶佩如－無緣者 - 寶佩如－討好 - 寶佩如－大女人本色 - 蘇 芮－越愛越深 |

### 1990年（90首）
| - City Beat－佔領理想街 - Echo－他最愛的歌 - Echo－深呼吸 - Echo－誰是真正寂寞人 - Face To Face－新人類 - 三個寂寞的心－願為妳做奴隸 - 三個寂寞的心－戀愛樣子 - 三個寂寞的心－用信將心偷 - 三個寂寞的心－親蜜基本法 - 三個寂寞的心－點樣手拖手 - 三個寂寞的心－生日殺手 - 三個寂寞的心－你知道我在等你嗎？ - 三個寂寞的心－天涯何處無芳草 - 三個寂寞的心－自我催谷歌 - 王 傑- 為何仍然未醉 - 王靖雯－哭牆 - 王靖雯－一剎那 - 王靖雯－不可多得 - 王靖雯－然後某天 - 王靖雯－多得他 - 王靖雯－只有你 - 王靖雯－明年今夜 - 王靖雯、劉漢樂、方季惟、黃翊、Beyond－唱不完的歌 - 吳國敬－曾相識 - 吳國敬－今生今世 - 吳婉芳－一樣的愛人 - 吳婉芳－愛是何物 - 吳婉芳－醉生如夢 - 吳婉芳－浪漫歲月 - 吳婉芳－情場戰場 - 呂 方－最後一次別離 - 呂 方－別再講他 - 杜德偉－她也是人 - 李麗蕊－你是誰 - 周美茵－終於發生 - 周慧敏－在這遙遠的地方 - 周慧敏－人間有緣 - 周慧敏－讓我知道 - 周慧敏－留我一聲 - 林漢揚－只差一句話 - 林憶蓮－你令我性感 - 姚志漢－作家的情人 - 姚志漢－沉睡的戀人 - 袁志偉－曾是漆黑的某天 | - 袁志偉－沒有妳的日子 - 區瑞強－Cappuccino戀曲 - 區瑞強－一世 - 區瑞強、黃寶欣－無言的結局（現代版） - 張國榮－Dreaming - 梁漢文－黑色偶然 - 梅艷芳－情敵角色 - 許志安－Missing You - 許志安－永遠懷念妳 - 許志安－打工貴族 - 郭小霖－想你 - 陳百強－空氣中等你 - 陳百強－當晚夢見是你？ - 陳淑樺－滾滾紅塵 - 陳聲妮－心中有你 - 陳慧麗－一分一秒 - 陳雅雯－新的故人 - 彭健新－正義朋友 - 彭家麗－半段情 - 曾航生－何必相愛 - 曾航生－忘了 - 湯美君－兩個情人 - 湯美君－情真情假 - 黃 翊－可以嗎？ - 黃 翊－兒歌 - 黃 翊－專制情人 - 黃 翊－錯愛也是愛 - 黃 翊－搞風搞雨 - 黃凱芹－情深緣淺 - 黃 霑－四級洞房秘笈 - 戚美珍－十三皇朝 - 甄楚倩失蹤伴侶 - 劉祖兒－末代畢業生 - 劉祖兒－追尋 - 劉德華－不需要愛情 - 蔣志光－回復自我 - 蔡濟文－現代戰士 - 鄭秀文－最美麗一刻 - 黎 明－無名份的浪漫 - 戴蘊慧－一千次談情 - 戴蘊慧－無家天使 - 鍾鎮濤－風花雪月 - 鍾鎮濤－開心氣候 - 鄺美雲－無法再傷多半次 - 羅 文－還看今朝 - 羅文、麥潔文－誰不知 |

### 1991年（73首）
| - Albert、Patrick、Joey、Barry、周小君、袁麗嫦、Anna、阿詩－青春舞曲2000 - Beyond－Amani（國） - Face To Face－絕代卡門 - Face To Face－在那遙遠的地方 - 方季惟－明明 - 方季惟－無奈的愛 - 方麗盈－又是有雨陰天 - 方麗盈－隨你歡喜 - 王 傑－講不出的痛苦 - 伍詠薇－再造繁榮 - 何嘉麗－等一分鐘 - 吳婉芳－煙花雪 - 吳婉芳－不檢點 - 呂 方－一千句祝福 - 李瑞雲－龍泉奇俠 - 周 影－夜正央 - 周慧敏－等這一段情 - 林保怡－沒有她．只有她 - 林憶蓮－一輩子心情 - 沈殿霞－如果你是我 - 娃 娃－赤子（國） - 倫永亮－陌生角落 - 夏韶聲－出走 - 夏韶聲－56769 Goodbye - 草 蜢－夜了 - 草 蜢－偷偷看 - 袁志偉－有情天地 - 袁鳳瑛－據說你走了 - 袁鳳瑛－若是你能聽見 - 袁鳳瑛－心經 - 張立基－只需要她一秒 - 張立基－我心深處 - 張學友－早已離開我 - 梅艷芳－似是故人來 - 陳百強－天生不是情人 - 陳百強－歌者戀歌 - 陳百強－只因愛你 | - 陳百強－野性的心 - 陳雅雯－只需要愛他 - 彭家麗－莎莉變變變 - 曾慶瑜－華麗緣 - 曾慶瑜－一步一生 - 黃 翊－寧願這麼過一生 - 黃 翊－若妳記得我 - 黃 翊－妳的心事 - 黃 翊－再見寂寞 - 溫碧霞－初戀情人 - 葉德嫻－赤子 - 賈思樂、李麗蕊－觸電情緣 - 鳳飛飛－今天的女人和那昨天的女孩（與羅大佑合填） - 鳳飛飛－如此看着你眼睛 - 甄楚倩－情難偷 - 劉彩玉－趁雨天 - 劉彩玉－無人能及你 - 劉彩玉－薄情 - 劉漢樂－妳說 - 劉漢樂－長途電話 - 劉漢樂－一分四十秒 - 劉漢樂－為甚麼只有我在等 - 劉德華－今晚沒借口 - 劉德華－風雨依然 - 蔡濟文－無可代替 - 鄭梓浩－情無止境 - 鄭梓浩－十五二十 - 鄭梓浩－非失戀中人 - 鄭敬基－香港最後探戈 - 鄭瑞芬－末代情人 - 黎 明－親近你 - 鄺美雲－人間世外 - 羅大佑、蔣志光－皇后大道東 - 羅 文－人生如此 - 譚又銘－天才情人 - 譚又銘－白日夢 |

### 1992年（74首）
| - Albert、Patrick、Danny、Nancy、Anna、Suimui、May、北京人民合唱團、黃大仙兒童合唱團－新生代 - Barry Chung、鄧祖德、張偉文－未來警察 - 王 傑- 說謊的愛人 - 王 傑－你是我最真的故事 - 何婉盈－任性 - 何婉盈－暗戀他 - 何詠琳－說你愛我 - 何寶生－一生想念你 - 何寶生－誰都知我喜歡你 - 吳國敬－迷離戀 - 呂 方－這一刻當你回頭 - 李克勤－投奔愛海 - 李家明－妳愛的人不是我 - 李國祥－你好 - 周慧敏－如果你知我苦衷 - 周慧敏－註定的結局 - 周慧敏－後悔 - 林子祥－永不孤獨 - 林憶蓮－由你開始 - 娃 娃－我生 - 娃 娃－春之祭 - 娃 娃－搖滾夜族 - 娃 娃－淡夏 - 娃 娃－太陽底下無心事 - 娃 娃－秋沙 - 娃 娃－沒有季節的愛情 - 娃 娃－聖誕快樂 - 娃娃、羅大佑－如今才是唯一 - 倫永亮－奇蹟 - 唐韋琪－從夏天開始 - 草 蜢－回來吧！ - 草 蜢－等你想你再親你 - 草 蜢－情難禁 - 草 蜢－下次遇見你 - 袁鳳瑛－情人眼裡 - 袁鳳瑛－不在乎 - 袁鳳瑛－仙樂處處飄 | - 張智霖－初相識 - 張智霖－沒有想到會是你 - 張衛健－Thunder - 張衛健－Happy Birthday - 梅艷芳－我最愛自己 - 許志安－從前的從前 - 許志安－Lucky Star - 郭富城、鄭秀文、許志安、梁漢文－火熱動感la la la - 陳百強－親愛的您 - 陳松齡－我今天愛著誰 - 陳潔靈－我的心 - 曾航生－一夜危情 - 曾路得－母親I - 黃耀明－母親II - 黃耀明－愛色 - 溫兆倫－只有你才明白我 - 溫兆倫－小說故事 - 甄楚倩－盛世戀 - 甄楚倩－唯有在晚上才能la la la la li... - 甄楚倩－Let'S Get Smooth - 甄楚倩－喜歡你甚麼 - 劉以達與夢－作不了主的愛人 - 劉玉翠－相愛無期 - 劉玉翠－在你眼中 - 劉美君－超越黃線 - 劉彩玉－最後一舞 - 劉彩玉－絕情 - 劉德華－我狠心傷你嗎？ - 蔡立兒－生死約 - 蔡立兒－我不要愛情 - 蔡興麟－永遠浪漫 - 盧冠廷－單身怨族 - 鍾鎮濤－鍾情 - 羅大佑－飛車 - 羅大佑－首都 - 羅大佑、袁鳳瑛－只要是愛 - 羅大佑、軟硬天師－親親表哥 |

### 1993年（99首）
| - Girl Friends－午夜刺激 - 太 極－一個戀愛故事 - 王 傑－她 - 王靖雯－情敵 - 王靖雯－從明日開始 - 王靖雯－冷戰 - 王靖雯－天生不是情造 - 王靖雯－忘掉你像忘掉我 - 王馨平－請不必再等 - 伍詠薇－再生天地 - 伊能靜－知你為我好 - 伊能靜－偷戀 - 成龍、黃耀明、周華健、李宗盛－在晴朗的天空下 - 何超儀－你的女人 - 何寶生－從來沒有問你愛誰 - 李迪文－悲劇 - 李國祥－一生的歌 - 李樂詩－唯有今夜 - 杜德偉－准我自我 - 杜德偉－愛著你如愛著我 - 杜德偉－一人舞會 - 杜德偉－這一雙手 - 周華健、成龍－忘我忘你 - 周慧敏－你還記得從前嗎？ - 林子祥－我的一生 - 林子祥－舊居中的鋼琴 - 林明倫－我喜歡一個人 - 林憶蓮－不如重新開始 - 林憶蓮－天大地大 - 林憶蓮－當我眼前只有你 - 林憶蓮－是情非情 - 風火海－愛了再說 - 風火海－我愛你好不好 - 倫永亮－我是你好知音 - 草 蜢－朋友 - 袁鳳瑛－情難獨奏 - 袁鳳瑛－不必騷擾 - 袁鳳瑛－為未來回憶 - 袁鳳瑛－你是我的意義 - 袁鳳瑛－逃出人間世外 - 袁鳳瑛－戲迷情人 - 袁鳳瑛－一個你一個我 - 袁鳳瑛－你的來信收到了 - 袁鳳瑛－這歌要為明日唱 - 張偉文、鄧祖德、鄭鴻昌、何俊傑、車遠強、戴俊彬－隨緣 - 張偉文、鄧祖德、鄭鴻昌、何俊傑、車遠強、戴俊彬－隨緣（國） - 張國榮－紅顏白髮 - 張智霖－如此這般想你 - 張衛健－終生情人 - 梁兆基、林帆－求神 | - 梁漢文－糊塗感情永不老 - 梁漢文－可否給我多一次 - 梅艷芳－女人心 - 梅艷芳－莫問一生 - 莫少聰－終於都失去妳 - 郭富城－一樣的歌 - 郭富城－Merry Christmas - 陸家俊－心對心 - 陸家俊－龍吐珠 - 陸家俊－今夜夢中只有你 - 彭家麗－不傷不痛不像愛 - 彭家麗－分手前一小時四分廿四秒 - 彭家麗－原來只喜歡孤單一個 - 彭 羚－如果得不到愛情 - 黃凱芹－愛得自然 - 黃耀明－花非花 - 黃耀明－不夜情 - 黃耀明－邊走邊唱 - 黃耀明－四季歌 - 黃耀明－愛情國 - 黃耀明－忽爾今夏 - 黃鶯鶯－曖昧 - 楊采妮－你對我說：快睡吧！ - 萬 芳－新不了情（粵） - 鄒 靜－愛火蔓延時 - 甄楚倩－從頭開始 - 劉玉翠－情人不難做 - 劉德華－你是我的夢 - 劉德華－永遠寂寞 - 劉德華－我愛你 - 劉錫明－砂丘之女 - 蔡興麟－暫時相戀 - 蔡齡齡－情迷 - 鄭秀文－衝動點唱 - 鄭梓浩－Lonely Line - 鄭梓浩－就這樣吧 - 鄭嘉穎－比煙花更燦爛 - 黎 明－一生最愛 - 黎瑞恩－等到今夜 - 黎瑞恩－不知不覺想起你 - 鍾鎮濤－In Your Eyes - 鄺美雲－小心女人 - 羅 文－戲假情真 - 羅 文－壞情人 - 羅 文－人間 - 羅 文－江湖路 - 譚詠麟－愛多一次，痛多一次 - 蘇永康－重新開始 - 周星馳、朱鐵和、朱咪咪－雞翼歌 |

### 1994年（127首）
| - 毛阿敏－愛情遊戲 - 王 菲－胡思亂想 - 王 菲－知己知彼 - 王 菲－純情 - 王 菲－夢遊 - 王 菲－藍色時份 - 王靖雯－只有我自己 - 王靖雯－蜜月期 - 王靖雯－我怕 - 王靖雯－飄 - 王靖雯－背影 - 王馨平－痴心救地球 - 王馨平－新歡 - 王馨平－不要躲避我的眼睛 - 王馨平－請你看著我的眼睛 - 甘子暉－Ophelia - 甘子暉－換季情人 - 甘子暉－相戀一個晚上 - 古巨基－誰都知我想著誰 - 白嘉倩－感覺到 - 成龍－醉拳 - 何家勁－一言難盡 - 何家勁－新鴛鴦蝴蝶夢（粵） - 吳倩蓮－天下浪子不獨你一人 - 吳倩蓮－只有我在等我 - 吳倩蓮－天知地知 - 吳倩蓮－愛得乾脆 - 吳倩蓮－不能再寂寞 - 吳倩蓮－如果只可以做朋友 - 吳倩蓮－憶 - 吳倩蓮－回歸 - 呂 方－相戀一秒鐘 - 呂 方－新宿愛的故事 - 李家明－夜迷藏 - 李國祥－妒忌 - 李婉華－驚情四百年 - 杜德偉－其實你最信任我 - 杜德偉－想想 - 杜德偉－愛你愛的不尋常 - 杜德偉－只要你好 - 杜德偉－不 - 杜德偉、蘇慧倫－舊情復熾 - 周華健－給兒子的情歌 - 周華健－皇后大道東上虹彩妹妹愛的故事 - 周華健－只送你十一朵玫瑰 - 周華健－當天的心 - 周華健－海角天涯 - 周華健－昨晚你已嫁給誰 - 周華健－刀劍若夢 - 周華健、杜德偉－難兄難弟 - 周慧敏－其實那個不是我 - 林憶蓮－感情不老 - 林憶蓮－決心 - 林憶蓮－願 - 洪楗華－我還是愛你到老 - 風火海－一夕愛 - 風火海－他有自由 - 倫永亮－沒有心情去失戀 - 草 蜢－不可思議 - 草 蜢－隨時見你隨時愛你 - 草 蜢－一等再等 - 草 蜢－怎麼天生不是女人 - 草 蜢－絕對？ | - 袁鳳瑛－阿花的故事 - 袁鳳瑛－寂寞是 - 袁鳳瑛－天知道 - 袁鳳瑛－別要愛得太難過 - 袁鳳瑛－草原小天使 - 馬浚偉－愛的化身 - 張立基－不要悶人 - 張國榮－追 - 張國榮、辛曉琪－眉來眼去 - 張智霖－原諒我過去 - 張智霖－難得糊塗 - 張衛健－它 - 梁家輝－在森林和原野 - 梁朝偉－其實我怕愛上你 - 梁朝偉－一切為你好 - 梁朝偉－過去四分零五秒 - 梁朝偉－愛情釀的酒 - 梁漢文－纏綿遊戲 - 梅艷芳－感激 - 梅艷芳－悲情城市 - 郭富城－就算是情人 - 郭富城－鐵幕誘惑（與小美合填） - 陳山蔥－失戀公路 - 陳松齡－愛就愛我這一次 - 陳德容－越來越鍾愛寂寞 - 陳德容－陪著我的原是你 - 彭家麗－三心兩意 - 彭 羚－一個女人兩個男人 - 彭 羚－今生不再 - 彭 羚－當初手牽手 - 黃 霑－開心小懶豬 - 黃耀明－從前有個小伙子 - 黃耀明－超時空傳說 - 黃耀明－教我如何愛一個我愛的人 - 黃耀明－我們不是天使 - 黃耀明－夜生活 - 黃耀明－想入非非 - 葉蒨文－等愛的心 - 葉蒨文－別人的情歌 - 趙 傳－我以為我知道 - 趙 傳－問一問青天 - 劉小慧－真眼淚．假說話 - 劉德華－花花世界 - 劉德華－誰人知 - 廣州小雲雀兒童合唱團－天濛光 - 廣州小雲雀兒童合唱團－十二個為甚麼 - 鄭伊健－9990次想她 - 鄭伊健－Lady Rain - 鄭秀文－十誡 - 鄭秀文－可愛可恨 - 黎明詩－但願愛一個人 - 黎 姿－懲罰你 - 黎 姿－如果有一個他 - 黎 姿－不相干 - 黎瑞恩－不愛天才 - 黎瑞恩－一見如故 - 羅 文－我愛我 - 羅 文－一生一次真情 - 羅 文－笑問江湖 - 譚詠麟－一首歌一個故事 - 蘇慧倫－天台上的星光 - 蘇慧倫－失戀娃娃 - 蘇慧倫－多情種籽 - 蘇慧倫－死心塌地 |

### 1995年（129首）
| - Summer Grace－沒法不想他 - Summer Grace－這是愛的故事 - 王 菲－Di-Dar - 王 菲－假期 - 王 菲－迷路 - 王 菲－曖昧 - 王 菲－或者 - 王 菲－我想 - 王 菲－享受 - 王 菲－一半 - 王 菲 -（無題） - 王馨平－Desire - 王馨平－再生花 - 古巨基－新鮮感發作 - 江希文－戀愛熱 - 成 龍－一分鐘英雄 - 成 龍－一分鐘英雄（國） - 成 龍－我愛香港 - 成 龍－問心無愧 - 成 龍－對得起自己 - 吳倩蓮－多情的愛人 - 吳倩蓮－心亂如麻 - 吳倩蓮－不是壞女人 - 吳倩蓮－愛情派對 - 吳倩蓮－愛到下一個日落 - 呂 方－爭取時間 - 呂 方－阿方正傳 - 呂 方－戀愛中的男人 - 呂 方－我不哭 - 李克勤－冷感 - 李克勤－不必對我好 - 李 度－愛一個人恨一個人 - 李國祥－非愛不可 - 李國祥－答應我妳會愛上好男人 - 杜德偉－Be Your Love - 杜德偉－天使對魔鬼 - 杜德偉－下世紀的戀人 - 杜德偉－天真 - 杜德偉－誰來愛我 - 杜德偉－如果你是我一半 - 杜德偉－私人空間 - 杜德偉－危險關係 - 杜德偉－誰來愛我（國） - 杜德偉－Loving You - 周華健－情感蒸發 - 周華健－濃情化不開 - 周華健－新天長地久之男大當戀女大當愛 - 周華健－為愛情受傷 - 周華健－然後然後 - 周華健－風笑痴 - 周華健－多一分鐘少一分鐘 - 周華健－從一開始 - 周華健－沿途有你 - 周華健－誰叫我 - 周華健－是你叫我 - 周華健－一個．兩個 - 周華健－欲罷不能 - 周華健、齊豫－神話．情話 - 周華健、齊豫－天下有情人 - 周華健、蘇慧倫－愛了再愛 - 周慧敏、關淑怡－男人心 - 林子祥－十八變 - 林憶蓮－看吧 - 邱綺玲－我愛過你還是你愛過我 | - 金城武－誰說不可以 - 金城武－愛我吧 - 娃 娃－沒有終點的流浪 - 娃 娃－燭光晚餐 - 娃 娃－宿命的冒險 - 娃 娃－甚麼都不知道 - 娃 娃－如果你在這裡 - 娃 娃－女子宣言 - 娃 娃－解脫 - 風火海－自言自語 - 風火海－偷 - 風火海－霹靂啪嘞踢踢踢 - 風火海－一絲不掛 - 草 蜢－為何天生不是女人 - 草 蜢－到處睡的女人 - 草 蜢－弟兄姊妹 - 草 蜢－我們都是這樣失戀的 - 草 蜢－難道我們就這樣分手 - 翁倩玉－比星光燦爛 - 翁倩玉－因為相信 - 孫耀威－蝴蝶吻 - 張智霖－多謝關心 - 張學友－剎那愛 - 梁朝偉－故事的名字 - 梁漢文－愛與情 - 梁漢文－多多少少 - 梅艷芳－愛情甜蜜債 - 許志安－從你祝福中離開 - 許秋怡－電影少女 - 郭富城－情人眼裡看世界 - 郭富城－戀愛中 - 郭富城－不只一次 - 郭富城－Fall in Love - 郭富城－一樣 - 郭富城－有些歲月不能忘 - 郭富城－化裝舞會 - 郭富城－用一首歌的時間懷念妳 - 陳建穎－你給我自信 - 陳建穎－死黨 - 陳淑樺－愛情不再來 - 陳慧琳－失戀可以好過些 - 陳慧琳－不知不覺 - 陳慧琳、陳曉東、陳建穎、邱穎欣－打開天空 - 彭 羚－彷如隔世 - 湯寶如－雪亮眼睛 - 湯寶如－自命風流 - 湯寶如－劇情需要 - 黃耀明－春光乍洩 - 黃耀明－春光乍洩（國） - 黃耀明－天國近了（你們應當遊戲） - 黃耀明－這世界非我家 - 葉蒨文－深呼吸 - 趙 傳－何處見青天 - 劉小慧－第五季 - 劉若英－兩個世界 - 劉德華－極度情慾 - 劉德華－愛你沒問題 - 鄭伊健－我不了解你 - 鄭秀文－內心戲 - 鄭秀文－奢侈 - 黎 明－告訴我你會在夢境中等我 - 黎 明－沒名字的歌．無名字的你 - 黎 明－剎那心情 - 羅敏莊－糾纏 - 譚詠麟、童安格－你我之間 - 蘇永康－你想怎樣 |

### 1996年（131首）
| - Eric: Raymond（ER）－別放棄 - 王 菲－分裂 - 王 菲－暗湧 - 古巨基－有心 - 古巨基、陳慧琳－難道你都記不起 - 伍詠薇、巫啟賢－等的只是你 - 吳倩蓮－三個星期 - 吳倩蓮－愛您這一場 - 吳倩蓮－愛您是我不對 - 吳倩蓮－高溫接觸 - 呂 方－無話可說 - 巫 奇－我不是你 - 巫啟賢－心不死 - 巫啟賢－不傷感情 - 巫啟賢－相信不相信 - 巫啟賢、張 宇－我欠你甚麼 - 李克勤－將錯就錯 - 李克勤－心領 - 李克勤－一知半解 - 李克勤、劉德華－叫世界喝采 - 李蕙敏－讓時間做證 - 李蕙敏－贈興 - 杜德偉－秘密 - 杜德偉－好 - 車沅沅－其實你可以 - 車沅沅－最好不過 - 周華健－笑與哭 - 周華健－我知道 - 周華健－擺渡的歲月 - 周華健－快樂 - 周華健－愛冒險 - 周華健－像我這樣的男人 - 周華健－愛你一眼 - 周華健－處處愛 - 周華健－為甚麼我要走 - 周華健－你有愛過我嗎 - 周華健－難唸的經 - 周華健－曲終人不散 - 林子祥－答案 - 林憶蓮－天衣無縫 - 邰正宵－發掘話題 - 胡凱欣－沒時間 - 胡凱欣－我還需要甚麼 - 胡凱欣－這樣可以嗎 - 胡凱欣－分別 - 風火海－我話事 - 風火海－非一般見識 - 草 蜢－對一個人愛錯 - 張信哲－今夜唱甚麼歌 - 張信哲－他有甚麼好 - 張國榮－偷情 - 張國榮－有心人 - 張國榮－還有誰 - 張國榮－談情說愛 - 張國榮－你我之間 - 張國榮－怨男 - 張國榮－怪你過份美麗 - 張國榮－不想擁抱我的人 - 張國榮－意猶未盡 - 張國榮－紅 - 張學友－妳的名字我的姓氏 - 梁朝偉－偷偷愛你 - 梁詠琪－可惜 - 梁漢文－我需要的只是愛 - 梅艷芳－不枉此生 | - 莫文蔚－色情男女 - 莫文蔚－浮砂 - 許志安－暗戀的習慣 - 許志安－暗戀的習慣（國） - 許志安－下次 - 郭富城－我會好好過 - 郭富城－化妝舞會 - 郭富城－脫軌 - 郭富城－盛大獻映 - 郭富城－緩慢 - 陳小春－戰無不勝 - 陳奕迅－安守本份 - 陳奕迅－愛情，幼稚！ - 陳建穎－你有幾多情 - 陳慧琳－寧願我會記不起 - 陳慧琳－收音機 (陳輝虹 合填) - 陳慧嫻－心滿意足 - 陳慧嫻－我肯，我等，我害怕 - 陳曉東－不安的快樂 - 彭 羚－春風 - 彭 羚－在晨曦中出發 - 彭 羚－生日快樂 - 彭 羚－我想笑 - 彭 羚－你有，我沒有 - 彭 羚－你和我一樣 - 曾仕賢－當世上只得你 - 湯寶如－感冒 - 湯寶如－小事 - 湯寶如－我敢 - 黃耀明－夏娃的第8天 - 楊千嬅－陌生人 - 楊千嬅－我錯過了甚麼 - 葉蒨文－不死身 - 達明一派－萬人迷 - 達明一派－甜美生活（萬歲萬歲萬萬歲） - 達明一派－青春殘酷物語 - 達明一派－晚節不保 - 達明一派－萬人迷（國） - 蔣卓樂－東拉西扯 - 蔡安蕎－私生活 - 蔡安蕎－意想不到ya ya ya - 鄭伊健－怕甚麼 - 鄭伊健、風火海－知己．自己 - 鄭秀文－顏色...氣味 - 鄭秀文－不拖不欠 - 鄭秀文－只要為你活一晚 - 鄭秀文－請放心 - 黎 明－你我 - 黎 明－或許...未必...不過 - 黎 明－雜念 - 黎 姿－小心眼 - 鍾漢良－一千種不放心 - 鍾漢良－告訴我要怎樣愛 - 顏聯武－兩個字 - 顏聯武－星閃閃 - 顏聯武－活著 - 顏聯武－劫後餘生 - 譚詠麟－天曉得 - 譚耀文－假使妳聽得見 - 譚耀文－歡天喜地留給你 - 蘇慧倫－這樣已經是最好 - 蘇慧倫－要你記住我 - 蘇慧倫－陌生人快樂 |

### 1997年（169首）
| - Beyond－預備 - Beyond－我記得 - David Bowie－剎那天地 - Dry－20,000日環遊世界 - Dry－誰來開口 - 王 菲－約定 - 王 菲－敷衍 - 王 菲－玩具 - 王 菲－我信 - 王 菲－守時 - 王 菲－守護天使 - 王 菲－自便 - 王 菲－不得了 - 王 菲－心驚膽戰 - 王 菲－麻醉 - 王 菲－你快樂（所以我快樂） - 王 菲－悶 - 王 菲－娛樂場 - 王 菲－人間 - 王 菲－我也不想這樣 - 王 菲－小題大做 - 王馨平－姥姥之歌 - 古巨基－失常 - 古巨基－要是那時... - 古巨基－最後勝利 - 古巨基－讓我們在一起 - 正東群星－一千種快樂 - 何超儀－有事 - 何超儀－看得出的快活 - 何超儀－前度 - 吳倩蓮－我有我愛你 - 吳倩蓮－合照 - 吳倩蓮－40℃接觸 - 呂 方－愛到厭 - 呂 方－不想再有感覺 - 呂 方－像你 - 李 玟－虛線 - 李 玟－2090年再愛你 - 李 玟－問自己 - 李 玟－如果你決定不愛我 - 李 度－男人不相信眼淚 - 李 度－香水 - 李蕙敏－非親非故 - 李蕙敏－疤痕 - 李蕙敏－我是女主角 - 李蕙敏－愛剎那 - 杜德偉－如果你我 - 杜德偉－差不多 - 杜德偉－盪得起 - 杜德偉－窒息 - 杜德偉－不怕死 - 沈 魚－為難自己 - 沈 魚－你累不累 - 周華健－有過去的人 - 周華健－男人緣 - 周華健－今夜無所不能 - 周華健－算甚麼 - 周華健－夜半歌聲 - 周華健－小圈子 - 周華健－最後今天 - 周華健－女人緣 - 周華健－新性情中人 - 周華健－世界由你我開始 - 紀炎炎－有意無意 - 胡蓓蔚－鐘擺 - 孫耀威－我不怕哭 - 草 蜢－二人世界 - 草 蜢－娛樂無窮 - 馬浚偉－蜜糖 - 張信哲－早知道愛上你 - 張信哲－等你 - 張信哲－快樂 - 張信哲－很快 - 張智霖－騷擾 - 張學友、劉德華－天馬行空之妙想天開 - 張燊悅－如何說再見 - 梁詠琪－新居 - 梁詠琪－學習離開你 - 梁詠琪－吞吐 - 梁漢文－天涯：太陽之西 - 梁漢文－海角：國境之南 - 梁漢文－好朋友 - 梁漢文－不問自戀 - 梁漢文－免費午餐 | - 梅艷芳－為甚麼是你 - 梅艷芳、倫永亮－我愛風光好 - 莫文蔚－信徒 - 莫文蔚－只有冰淇淋的燭光晚餐 - 許志安－男人的感慨 - 許志安－阿門 - 許志安－星河感覺 - 許志安－我的天，我的歌 - 許志安－心靈相通 - 許美靜－明知故犯 - 許美靜－月光光 - 許茹芸－哭牆 - 郭富城－有效日期 - 郭富城－我抱歉 - 郭富城－心頭好 - 郭富城－生日禮物 - 郭 靜－幸福的旋轉木馬 - 郭 靜、張佳添－有你有我 - 陳奕迅－與我常在 - 陳奕迅－生命有幾好 - 陳慧琳－請柬 - 陳慧琳－有房出租 - 陳慧琳－我要看齣戲 - 陳慧琳－一齣戲 - 陳慧嫻－二人時間 - 陳潔儀－分享孤獨 - 陳潔儀、陳嘉露－兩個她一個理想 - 陳潔儀－最後一課 - 陳曉東－甚麼吸引 - 彭 羚－讓我們快樂在一起 - 彭 羚－願你也在這裡 - 彭 羚－你說 - 湯寶如－我沒有戀愛 - 湯寶如－其後 - 黃耀明－人山人海 - 黃耀明－風月寶鑑 - 黃耀明－我要環遊世界 - 黃耀明－唱機 - 黃耀明、老狼－來 - 楊千嬅－想偷你 - 楊千嬅－再見二丁目 - 楊千嬅－遊花園 - 楊千嬅－手信 - 楊千嬅－二人前 - 楊千嬅－E-714342 - 楊千嬅－數你 - 葉蒨文－娛樂自己 - 葉蒨文－小宇宙 - 雷頌德－你們都很好 - 趙學而－兩心花 - 趙學而－尋開心 - 齊 豫－懶洋洋 - 劉德華－不談情感 - 鄭中基－黑山老妖 - 鄭伊健－至少還有我 - 鄭伊健－誰可情深如我 - 鄭伊健－Shine - 鄭秀文－唉聲嘆氣 - 鄭秀文－最後一次 - 黎 明－口不對心 - 黎 明－愛加深 - 黎 明－只要為我愛一天 - 黎 明－世界之最 - 黎 明－煙花背後 - 黎 明－旅途愉快 - 黎 明－假如今夜你在我的家 - 黎 明－煙火背後 - 黎 明－半生緣 - 黎 明－重複動作 - 黎 明－招呼你朋友 - 黎 明－貪新愛舊 - 黎 明－黎明與我 - 黎 明－曝光 - 黎 明－扮幼稚 - 黎 明、王 菲－天馬行空之開天闢地 - 黎 駿－逃 - 謝霆鋒－為你好 - 謝霆鋒－如果給我一百歲 - 譚小環－起身 - 關淑怡、陳琪－非愛不可 - 蘇永康－誰肯認命 - 蘇永康－秘密宣言 - 蘇永康－請將音量收細 - 蘇永康－善忘 |

### 1998年（157首）
| - Beyond－別怪我 - Beyond－奉信 - Beyond－情人（國） - Dry－你的錯是我的對 - 王力宏－愛你等於愛自己 - 王力宏－不管怎樣 - 王力宏－你以為我是誰 - 王 菲－感情生活 - 王 菲－臉 - 王 菲－色誡 - 王 菲－小聰明 - 王 菲－红豆 - 王 菲－原諒自己 - 王 菲－償還 - 王 菲－情誡 - 古巨基－Ba Da Da - 古巨基－冷水 - 古巨基－日落大道 - 古巨基－有你一天 - 成龍、陳慧琳、葛民輝、梁灼彬、鍾慶鴻、施介強、龍天生－男子漢 - 何嘉莉－兩種人 - 吳佩慈－懷著笑意的決定 - 李心潔－成全我 - 李 玟－都是流行歌曲的錯 - 林子祥－百年之癢 - 林佳儀－不傷感情 - 洪楗華－西遊記 - 洪楗華－難為自己 - 柯以敏－兩難 - 范文芳、張宇－預言 - 張亞東－只愛陌生人 - 張信哲－你如何失戀 - 張信哲－多心 - 張信哲－忘掉了星期天 - 張信哲－憎你 - 張信哲－直到明天 - 張信哲－別祝我愉快 - 張國榮－這些年來 - 張國榮－上帝 - 張國榮－以後 - 張國榮－最冷一天 - 張學友－想哭 - 梁漢文－請你 - 梁漢文、楊千嬅、陳奕迅－大激想 - 莫文蔚－我不耐煩 - 許志安－二人行一日後 - 許志安－小心天氣 - 許美靜－少數 - 許美靜－幸福 - 許美靜－想家的女人 - 許美靜－失戀不是一切 - 許美靜－一場朋友 - 許美靜－不散不見 - 許美靜－情理 - 許美靜－無中生有 - 許美靜－講理由 - 許茹芸－啤酒咖啡 - 郭富城－好一對 - 郭富城－最深愛的人是妳 - 陳奕迅－我的快樂時代 - 陳奕迅－我甚麼都沒有 - 陳奕迅－黃金時代 - 陳奕迅－請相信我 - 陳奕迅－美滿人生 - 陳展鵬－拉拉扯扯 - 陳展鵬－快快 - 陳慧琳－Da De Dum（我失戀） - 陳慧琳－薄情書 - 陳慧琳－倒影 - 陳慧琳、黎宣、李君筑、楊淑貞、陳美鳳、李小梅、曹潔敏、周小君－以你為榮 - 陳慧琳、梁灼彬、鍾慶鴻、施介強－為最愛而戰 - 陳潔儀－好說話 - 陳潔儀－迷信 - 陳曉東－新歡加精選 - 陳曉東－叫我 - 陳曉東－下次請早 - 陳曉東－一個人 - 陳曉東－流星.森林.雨 - 陳曉東－感情不是一盞燈 | - 彭 羚－一千零一晚 - 彭 羚－你最近怎樣 - 彭 羚－一天三百六十五年 - 曾志偉、吳君如、谷德昭、阮小儀－你得我 - 湯寶如－舊居入伙（六週年紀念） - 舒 淇－心領 - 超 仁－碎心電話亭 - 超 仁－我想要飛 - 黃耀明－越快樂越墮落 - 黃耀明、胡蓓蔚－客人 - 楊千嬅－曾幾何時 - 楊千嬅－我有指數 - 楊千嬅－因為所以 - 楊千嬅－出埃及記 - 楊千嬅－台北夜沒有車 - 楊千嬅－味之素 - 楊千嬅－只要為我好 - 楊千嬅－花樣 +年華 - 楊千嬅－愛人 - 楊千嬅－非買品 - 群 星－我們都一樣 - 葉蒨文－愛不只一次 - 趙學而－愛得起 - 趙學而－壞得好 - 趙學而－早抖 - 趙學而－然後 - 趙學而－據為己有 - 趙學而－一日一千年 - 趙學而－夠時間 - 趙學而－手語 - 趙學而－告解 - 劉德華－我不相信眼淚 - 劉德華－你呼我吸 - 鄭中基－天方夜譚 - 鄭伊健－感情用事 - 鄭伊健－風雲 - 鄭伊健－一對對 - 鄭伊健－蟲兒飛 - 鄭伊健－風雲（國） - 鄭伊健－天氣的錯？ - 鄭伊健－除非你 - 鄭秀文－祝大家好過 - 鄭秀文－心血來潮 - 鄭秀文－有問題 - 鄧建明－無聊才愛我吧 - 黎 明－我太傻了嗎 - 黎 明－我眼中的天堂 - 黎 明－膽戰心驚 - 黎 明－我會對自己說 - 黎 明－從今以後 - 黎 明－愛你／不愛你 - 黎 明－我這樣愛你 - 黎 明－心在跳 - 黎 明－今生不再 - 黎 明－等到天昏地暗 - 黎 明－如果可以再見你 - 黎 明－心裡有數 - 黎 明－對不起·我愛誰 - 黎 明－我沒有騙你 - 盧巧音－不如睡一睡 - 盧巧音－我很舒服 - 蕭 瀟－WHO - 謝霆鋒－開放日 - 謝霆鋒－如果只得一星期 - 謝霆鋒－謝謝你等我 - 謝霆鋒－前前後後左左右右 - 謝霆鋒－你情人在那裡 - 謝霆鋒－入口愛情 - 謝霆鋒－大世界 - 譚小環－失戀形像 - 譚小環、Zen－最差情人 - 譚耀文－多一個少一個 - 蘇永康－我為你傷心 - 蘇永康－越吻越傷心 - 蘇永康－傾情割引 - 蘇永康－小動作 - 蘇永康、李樂詩、陳潔儀、雷頌德－向前行 - 蘇永康、陳潔儀－越吻越傷心（情人版） |

### 1999年（161首）
| - Beyond－進化論 - Zen－千禧年 - Zen－晴天 - 王力宏－感情副作用 - 王力宏－你愛過沒有 - 王 菲－開到荼蘼 - 王 菲－當時的月亮 - 王 菲－催眠 - 王 菲－百年孤寂 - 王 菲－蝴蝶 - 王 菲－嗶一聲之後 - 王 菲－守望麥田 - 王 菲－郵差 - 江美琪－停不下來 - 江美琪－走錯地方 - 江美琪－如果你不打算愛我 - 江美琪－快樂在唱歌 - 江美琪－不要寫情書 - 何嘉莉－擁有 - 何嘉莉－下一位 - 何嘉莉－花多眼亂 - 何嘉莉－呼吸我 - 何潤東－真心話 - 吳國敬－理想結婚 - 吳國敬－帶你看風景 - 吳國敬－沒事人 - 呂 方－記得不記得 - 杜德偉－枉作小人 - 車婉婉－陪我談戀愛 - 辛曉琪－我好幸福 - 那 英－一個人的事 - 那 英－一萬一千公里 - 周華健－愛無所不能 - 周華健－Far-Far-Away - 周華健、莫文蔚－痛苦過 - 林曉培－心動 - 侯湘婷－我要看熱鬧 - 容祖兒－燃亮我 - 恭碩良－你著幾號鞋 - 馬浚偉－早安晚安 - 馬浚偉－請你留步 - 張 宇－雨一直下（粵） - 張信哲－不做你的愛人 - 張信哲－世界這分鐘 - 張栢芝－目的地 - 張栢芝、高雪嵐－男人這東西 - 張國榮－永遠記得 - 張國榮－夢死醉生 - 張國榮－左右手 - 張國榮－寂寞有害 - 張國榮－小明星 - 張國榮－同道中人 - 張國榮－不要愛他 - 張國榮－陪你倒數 - 張國榮－你是明星 - 張清芳－選擇結束 - 張清芳－為難自己 - 張清芳－走 - 張智霖－無味關懷 - 梁漢文－熱氣球 - 梁漢文－人間失格 - 梁漢文－一夜之間 - 梁漢文－現在就愛我 - 梅艷芳－電話謀殺案 - 梅艷芳－無名氏 - 梅艷芳－感情包袱 - 莫文蔚－回家 - 莫文蔚－我想愛 - 許志安－不想你 - 許志安－如何可以不愛她 - 許志安－別讓我喝太多 - 許志安－愛上我的朋友 - 許志安－世紀末煙花 - 許志安－高攀你的排行榜 - 許志安－I Can't - 許志安－相信愛 - 許志安－這樣享受戀愛 - 許志安、葉德嫻－教我如何不愛他 - 許美靜－海市蜃樓 | - 陳小春－神經病 - 陳奕迅－快高長大 - 陳奕迅－幸福摩天輪 - 陳奕迅－時光倒流二十年 - 陳慧琳－對你太在乎 - 陳慧琳－再見多謝 - 陳慧琳－快樂情人 - 陳慧琳－我不愛"高柏飛" - 陳慧琳－有沒有這個人 - 陳慧琳－戀愛情色 - 陳慧琳－假天真 - 陳慧嫻－長情 - 陳慧嫻－想算命 - 陳潔儀、蘇永康－來夜方長 - 陳潔儀、蘇永康－愛得正好 - 陳曉東－禮物 - 彭 羚－一枝花 - 彭 羚－多謝芭比 - 彭 羚－賞味期限 - 彭 羚－睡到失眠 - 彭 羚－給我一段仁愛路 - 彭 羚－你是一首流行曲 - 彭 羚－怎麼樣 - 彭 羚－心繼續跳 - 楊千嬅－抬起我的頭來 - 楊千嬅－搭正一點 - 楊千嬅－幹甚麼 - 楊千嬅－冰點 - 楊千嬅－木偶奇遇記 - 楊千嬅－私人料理 - 楊千嬅－私奔 - 楊千嬅－最後的歌 - 群 星－天天都是艷陽天 - 葉佩雯－Dreaming I was Dreaming（夢樂園） - 雷頌德－學習 - 熊天平－賣情人 - 熊天平－我心不痛 - 熊天平－快樂時光 - 趙學而－眼福 - 趙學而－意氣用事 - 劉虹嬅－幹嘛 - 劉虹嬅－我明白 - 劉德華－新好情人 - 劉德華－費解 - 劉德華－一人一步 - 蔡健雅－與你無關 - 蔡健雅－影子 - 鄭伊健－值得等 - 鄭伊健－天煞孤星 - 鄭伊健－花正好 - 鄭伊健－天涯海角 - 鄭伊健－感動害人 - 鄭伊健－之後 - 鄭伊健－讓我開心 - 鄭秀文－寵物 - 鄭秀文－兩個只能愛一個 - 黎 明－我愛花香不愛花 - 黎 明－從今開始 - 黎 明－Be My Girl - 黎 明－酸 - 黎 明－我不是誰 - 黎 明－客串 - 黎 明－不怕你不愛我 - 黎 明－多久沒有 - 黎 明－交換心情 - 黎 明－眼睛想旅行 - 黎 明－有空請愛我 - 黎 明－You Are My Friend - 盧巧音－新陳代謝 - 盧巧音－絲路 - 蕭亞軒－突然想起你 - 謝霆鋒－小強 - 謝霆鋒－400 GIG - 謝霆鋒－I believe - 謝霆鋒－非走不可 - 謝霆鋒－第一眼 - 謝霆鋒－曝光 - 謝霆鋒－愛後餘生 - 謝霆鋒－不要說謊 - 謝霆鋒－彈開 - 蘇永康、譚耀文－天知道 - 蘇慧倫－開門 |

### 2000年（221首）
| - 兩個女生－問題 - B2－因為我高興 - 丁菲飛－月亮忘記了 - 丁菲飛－甜蜜世界 - 丁菲飛－忘記月亮 - 丁 薇－我想說 - 王力宏－每天愛你廿四小時 - 王力宏－Take Your Time - 王力宏－愛我的歌 - 王 傑－飄流物語 - 王 傑－相見歡 - 王 菲－寒武紀 - 王 菲－新房客 - 王 菲－香奈兒 - 王 菲－阿修羅 - 王 菲－彼岸花 - 王 菲－如果你是假的 - 王 菲－不愛我的我不愛 - 王 菲－你喜歡不如我喜歡 - 王 菲－再見螢火蟲 - 王 菲－笑忘書 - 王 菲－螢火蟲 - 王 菲－給自己的情書 - 古天樂－男朋友 - 古天樂－像我這一種男人 - 古天樂－我沒有女友 - 古天樂－今期流行 - 古天樂－新手戀愛 - 古天樂－杯麵 - 古天樂－放任天堂 - 古天樂－我是你的天秤 - 古天樂、李彩樺－一眼驚喜 - 古天樂、楊千嬅－萬語千言 - 吳克群－Tomorrow - 李 玟－You & Me - 李彩樺－我最愛 - 車婉婉－恨太空 - 車婉婉－愈笑愈勇 - 辛曉琪－談情看愛 - 那 英－出賣 - 周華健－花花世界 - 周傳雄－忘記 - 周傳雄－心血來潮 - 林憶蓮－至少還有你 - 林憶蓮－沒有人抽煙 - 林憶蓮－我坐在這裡 - 林憶蓮－對不起謝謝你 - 林憶蓮－等你說愛我 - 林憶蓮－不還你 - 林憶蓮－寂寞流星群 - 林憶蓮－數愛 - 林憶蓮－與愛長流 - 林曉培－娃娃愛天下 - 林曉培－誰都愛 - 林曉培－不知好歹 - 胡諾言－這一分鐘像我一樣 - 邰正宵－每一段感情 - 范瑋琪－潔癖 - 范瑋琪－拜拜 - 容祖兒－何苦 - 容祖兒－誰來愛我 - 容祖兒－為你萬歲 - 容祖兒－美麗在望 - 康淨淳－Drive - 張柏芝－一人同遊 - 張柏芝－救生圈 - 張國榮－路過蜻蜓 - 張國榮－你這樣恨我 - 張國榮－我 - 張國榮－大熱 - 張國榮－侯斯頓之戀 - 張國榮－身邊有人 - 張國榮－奇蹟 - 張國榮－午後紅茶 - 張國榮－沒有愛 - 張國榮－沒有煙總有花 - 張國榮－發燒 - 張國榮－我（國） - 張智霖－十指緊扣 - 張智霖－誰說我哭 - 張智霖－愛情已死 - 張智霖－失意忘形 - 張智霖－戒掉命運 - 張智霖－我最後一個離開 - 張衛健－你愛我像誰 - 張衛健－這是我的愛 - 張學友－一路上 - 張學友－一生一火花 - 張學友－捉迷藏 - 梁詠琪－好不好 - 梁詠琪－世界萬歲 - 梁詠琪－至死不遇 - 梁詠琪－神仙魚 - 梁詠琪－最後晚餐 - 梁漢文－瀛寰搜奇 - 梅艷芳－童夢失魂夜 - 梅艷芳、陳奕迅－同聲一哭 - 莫文蔚－吸煙不吸煙 - 許志安－寂寞成雙 - 許志安－沒有戀愛的日子 - 許志安－一千次日落 - 許志安－上次 - 許志安－如果你是我 - 許志安－爵士搖擺 - 許志安－只會深愛你 - 許志安－借你耳朵說愛你 - 許美靜－掛失 - 許茹芸－難得好天氣 - 許茹芸－愛不愛你都一樣 - 許茹芸－寧願愛你 | - 郭富城－寂寞天堂 - 郭富城－不要相信眼淚 - 郭富城、王菲－星空無限 - 郭富城、王菲－天上所有的星 - 陳小春－妳好毒 - 陳小春－撲火 - 陳冠希－極愛自己 - 陳冠希－欠了你的愛 - 陳奕迅－黑夜不再來 - 陳奕迅－和平飯店 - 陳奕迅－當這地球沒有花 - 陳奕迅－愛上你是我眼睛的錯 - 陳奕迅－K歌之王 - 陳奕迅－K歌之王（國） - 陳奕迅－綿綿 - 陳慧珊－你是誰 - 陳慧珊－壞男人 - 陳慧珊、蘇永康－固定伴侶 - 陳慧琳－我們都愛你 - 陳慧琳－噓！ - 陳慧琳－戒掉你 - 陳慧琳－花花宇宙 - 陳慧琳－失憶周末 - 陳慧琳－大日子 - 陳慧琳－我沒有忘記 - 陳慧琳－一早想愛你 - 陳慧琳－不如跳舞 - 陳慧琳－不得了 - 陳慧琳－笑著睡 - 陳慧琳－薰衣草 - 陳慧琳－薰衣草（國） - 陳慧嫻－握手 - 陳潔儀－天使吻 - 陳潔儀－早去早回 - 陳潔儀－讓我愛下去 - 陳潔儀－寂寞便找我 - 陳曉東－激素 - 陳曉東－借借你肩膊 - 陳曉東－泡沫 - 陳曉東－甚麼都會變 - 陳曉東－愛不是一切 - 陳曉東－珍惜眼淚 - 陳曉東－情緒男女 - 陳曉東－天亮說晚安 - 單紫寧－過生活 - 單紫寧－拆禮物 - 彭佳慧－戀愛動物 - 彭海桐－幸福背影 - 彭海桐－完美番梘 - 彭海桐－我不煩 - 彭 羚－天天都是禮拜天 - 彭 羚－要多美麗有多美麗 - 彭 羚－兒童樂園 - 彭 羚－手提巴黎 - 彭 羚－隔著枕頭對我說 - 彭靖惠－好朋友 牽牽手 - 馮德倫－新鮮人 - 黃立行－青春真殘酷 - 黃立行－相約不如偶遇 - 黃耀明－漂流睡房 - 黃耀明－美麗在心頭 - 黃耀明－下一站天國 - 黃耀明－愛的教育 - 黃耀明－光天化日 - 楊千嬅－少女的祈禱 - 楊千嬅－如果東京不快樂 - 楊千嬅－放煙花 - 萬 芳－迷惑森林 - 葉佩雯－情有可原 - 漢 洋－失戀2000 - 趙學而－我會愛你吧 - 劉虹嬅－少來 - 劉德華－百分百好戲 - 劉德華－只有你會當我聖誕樹 - 劉德華－缺陷美 - 歐陽菲菲－你想愛誰就愛誰 - 歐陽菲菲－吞下恐龍的蛋 - 蔡 琴－花天走地 - 蔡 琴－第一次青春 - 鄭伊健－愛情歲月 - 鄭伊健－爸爸的汽水 - 鄭伊健－玫瑰不會忘記 - 鄭秀文－感情線上 - 鄭秀文－不傷心 - 鄭秀文－禁果花 - 鄭秀文－蕭邦寫過的歌 - 黎 明－Can't Take My Eyes Off U - 黎 明－全日愛 - 黎 明－Mi-II - 黎 明－及時擁抱 - 黎 明－一秒鐘兩個世界 - 黎 明－愛天愛地 - 黎 明－提提我 - 黎 明－怕甚麼 - 黎 明－聽身體唱歌 - 黎 明－呼吸不說謊 - 黎 明－愛比我重要 - 盧巧音－白光 - 盧巧音－黃月亮 - 盧巧音－日有所思 - 謝霆鋒－一了百了 - 謝霆鋒－一廂情願 - 謝霆鋒－因為愛所以愛 - 謝霆鋒－活著Viva - 謝霆鋒－活著 - 謝霆鋒－遊樂場 - 羅嘉良－讓我待你好 - 蘇永康－相安無事 - 蘇永康－愛我多一天 - 蘇永康－純 - 蘇永康－兩個人一個世界 |

### 2001年（182首）
| - Twins－女校男生 - Twins－戀愛大過天 - Twins－和平日 - 丁菲飛－購物天堂 - 丁菲飛－紅眼症 - 方力申－隨傳隨到 - 方力申－一周年 - 王力宏－比你更好 - 王秀琳－有種愛 - 王秀琳－有種愛（劇場版） - 王 菲－等等 - 王 菲－打錯了 - 王 菲－流年 - 王 菲－夜會 - 王 菲－白痴 - 王 菲－兩個人的聖經 - 王 菲－單行道 - 王 菲－迷魂記 - 王 菲－不眠飛行 - 古天樂－隨便你點 - 古天樂－天命最高 - 本多Ru Ru－午夜彩虹 - 本多Ru Ru－誰怕誰 - 有耳非文－幽媾之往生 - 何韻詩－我有沒有問題 - 吳國敬－理想年代 - 李彩樺－分手勿語 - 李彩樺－男生的短髮 - 李蕙敏－慾望之城 - 杜德偉－發言人 - 那 英－像我這樣的情人 - 那 英－再會不再見 - 岳 薇－如果我會飛 - 林 凡－我的感情太豐富 - 林憶蓮－我的心在跳舞 - 范瑋琪－手帕交 - 范瑋琪－絕密 - 容祖兒－精神戀愛 - 容祖兒－我們都寂寞 - 容祖兒－告解 - 容祖兒－瘦身大法 - 容祖兒－全身暑假 - 容祖兒－一個人砌圖 - 容祖兒－寂寞大道 - 容祖兒－阿門 - 容祖兒－他狠過你 - 容祖兒－What's Up - 容祖兒－命苦 - 容祖兒－怯 - 容祖兒－再見我的初戀 - 容祖兒－走著睡 - 恭碩良－Sailing - 恭碩良－好去處（總有些用處） - 張信哲－捨不得對不起 - 張信哲－Goodbye Yesterday - 張栢芝－寂寞惹的禍 - 張國榮－夢到內河 - 張國榮－潔身自愛 - 張學友－樓上來的聲音 - 張學友－有病呻吟 - 張學友－天下第一流 - 張學友－Let Me Go - 張學友－算命 - 梁詠琪－聊天 - 梁詠琪－空中小姐 - 梁詠琪－荷花 - 梁漢文－重新做人 - 梁漢文－不愛就不愛 - 梁漢文－咳出來 - 梁漢文－飛天吻 - 梁漢文－特別鳴謝 - 莫文蔚－散光 - 莫文蔚－扇子舞 - 莫文蔚－童年末日 - 莫文蔚－幻聽 - 莫文蔚－冬至 - 莫文蔚－一朵金花 - 許志安－單手擁抱 - 許志安－好情人壞情人 - 許志安－時差 - 許志安－忘了你是誰 - 許志安－讓愛 - 許志安－我怕我會愛上你 - 許茹芸－他們的故事 - 陳文媛－順路 - 陳文媛－愛到底 - 陳文媛－天橋 - 陳司翰－愛情最強 - 陳司翰－隱形人 - 陳司翰－擺花街一號 - 陳冠希－越來越愛你 | - 陳冠希－戀人勿近 - 陳冠希、Twins－三個人的舞會 - 陳奕迅－Shall We Talk - 陳奕迅－失戀太少 - 陳奕迅－天使的禮物 - 陳奕迅－怪物 - 陳奕迅－孤獨探戈 - 陳奕迅－信心花舍 - 陳奕迅－黑暗中漫舞 - 陳奕迅－不如這樣 - 陳奕迅－Shall We Talk（國） - 陳奕迅－全世界失眠 - 陳奕迅、容祖兒－放過你 - 陳慧珊－我還記得我是誰 - 陳慧珊－模範生 - 陳慧琳－充滿你 - 陳慧琳－個人指數 - 陳慧琳－最愛演唱會 - 陳慧琳－好地方 - 陳曉東－笑著說再會 - 陳曉東－我要的只是愛 - 陳曉東－不必說感謝（國） - 陳曉東－快門 - 陳曉東－愛要怎麼說 - 陳曉東－不必說感謝 - 陳曉東－病人 - 傅珮嘉－一對人 - 彭海桐－歌舞技樂園 - 彭 羚－躲不開的快活 - 彭 羚－這雙手雖然小 - 彭 羚－我要一場百老匯 - 彭 羚－最美的表情 - 彭 羚－暗戀無罪 - 彭 羚－縱裡尋他 - 黃立行－Help! - 黃立行－不斷跳舞 - 黃 磊－玉卿嫂 - 楊千嬅－熱血青年 - 楊千嬅－姊妹 - 楊千嬅－假如讓我說下去 - 楊千嬅－河童 - 群 星－2001明天要更好 - 葉佩雯、謝霆鋒－拾荒蛋糕 - 趙 薇－唯我獨尊 - 劉德華－大團圓 - 劉德華、吳君如－愛君如夢 - 劉德華、梅艷芳－彈彈琴跳跳舞 - 蔡健雅－女人的說法 - 蔡健雅－變賣 - 鄭伊健－太陽出來了 - 鄭伊健－要愛一個人 - 鄭伊健－永遠失去 - 鄭伊健－別說戀愛 - 鄭伊健－我明白 - 鄭伊健－夏桑菊 - 鄭秀文－夜叉山上收狐狸 - 鄭秀文－情無獨鍾 - 鄭秀文－浩瀚沙場蒼生細 - 鄭秀文－胡天胡帝狐狸精 - 鄭秀文－如果一個女人 - 鄭秀文－沙場生死兩茫茫 - 鄭秀文－三個人一個約會 - 鄭秀文－終身美麗 - 鄭秀文－守望相愛 - 鄭秀文－不能承受的感動 - 鄭秀文－交換溫柔 - 鄭秀文－你愛我愛不起 - 鄭秀文－同年同月同日生 - 鄧健泓－衛斯理之戀 - 黎 明－中毒的愛情 - 黎 明－與你同行 - 黎 明－指日可待 - 盧巧音－刀槍不入 - 盧巧音－去你的婚禮 - 盧巧音－喜歡戀愛 - 蕭亞軒－長話短說 - 蕭亞軒－愛情美 - 蕭亞軒－Let's Go後樂園 - 謝霆鋒－潛龍勿用 - 謝霆鋒－今天你生日 - 謝霆鋒－玉蝴蝶 - 謝霆鋒－後遺 - 謝霆鋒－夠了沒有 - 謝霆鋒－一點紅 - 謝霆鋒－瘟疫 - 謝霆鋒－啟示錄 - 鍾兆康、陸東成、謝秉翰－你想要甚麼 - 鍾鎮濤－背對背面對面 - 蘇永康－小城無眼淚 - 蘇永康－忘記呼吸 - 蘇永康－地球村 |

### 2002年（205首）
| - E-kids－青春變魔術 - EO2、E-kids、張詠詩－魅力移動 - EO2、E-kids、張詠詩－魅力移動（國） - Shine－迷幻彩虹 - Twins－著睡衣跳舞 - Twins－神奇兩女俠 - Twins－我們的紀念冊 - Twins－哥哥 - Twins－眼紅紅 - Twins－友誼第一 - Twins－沒法做足一百分 - Twins－分飛燕 - Twins－朋友仔 - Twins－Ichiban興奮 - Twins－魔法王國 - Twins－大紅大紫 - Twins－風箏與風 - Twins－No.1 - Twins－星星月亮太陽 - 方力申－How I Miss U - 方力申－娛樂妳朋友 - 方力申、陳曉東、李彩樺－兩男一女 - 王 菲－英雄 - 王菲、梁朝偉－天下無雙天啦地啦 - 本多Ru Ru－第幾次 - 何韻詩－不眠皇后 - 何韻詩－愛情花 - 何韻詩－一家之主 - 余文樂－還你門匙 - 余文樂－我哋 - 李克勤－愛不釋手 - 李 玟－寵物男孩 - 李蘢怡－夜杜拜 - 谷祖琳－我有權投 - 谷祖琳－同機蜜友 - 谷祖琳－小菊 - 林曉培－我現在很好 - 范逸臣－不開的玫瑰 - 容祖兒－抱抱 - 容祖兒－啜泣 - 容祖兒－拍拖 - 容祖兒－漂白的心 - 容祖兒－爭氣 - 容祖兒－特別嘉賓 - 張衛健－信徒 - 張衛健－身體健康 - 張衛健－至情至聖 - 張學友－禮物 - 張學友－我得你 - 梁朝偉、劉德華－無間道 - 梁朝偉、劉德華－無間道（國） - 梁詠琪－蕩失 - 梁詠琪－人間之最 - 梅艷芳、王菲－花生騷 - 梅艷芳、張學友－相愛很難 - 梅艷芳、蘇永康－兩粒糖 - 莫文蔚－女朋友的男朋友 - 莫文蔚－如果你是李白 - 許志安－我還能愛誰 - 許志安－讓愛（國） - 許志安－孤家寡人 - 許志安－罪人 - 許志安－我不懂愛 - 許志安－女人之苦 - 許志安－天下之大 - 許志安－活在當下 - 許志安－搖籃 - 許茹芸－如果我離開 - 許茹芸－此時快樂的代價 - 許茹芸－神秘電話 - 許慧欣－第一個找你 - 陳文媛－放過我 - 陳文媛－一流 - 陳文媛－不用結婚 - 陳文媛、李蘢怡－時光中飛舞 - 陳司翰－脫胎換骨 - 陳司翰－愛在他們的天空 - 陳司翰－教堂 - 陳冠希－你快樂嗎 - 陳冠希Feat. 鍾欣桐、陳奐仁－有幾壞 - 陳奕迅－Special Thanks To 1 - 陳奕迅－你的背包 - 陳奕迅－謝謝儂 - 陳奕迅－男人的錯 - 陳奕迅－你會不會 - 陳奕迅－故事 - 陳奕迅－想哭 - 陳奕迅－Special Thanks To 2 - 陳奕迅－人造衛星 - 陳奕迅－沒有手機的日子 - 陳奕迅－跳蚤市場 - 陳奕迅－狂人日記 - 陳奕迅－Special Thanks To 3 - 陳奕迅－給愛麗斯 - 陳奕迅－心裡有鬼 - 陳奕迅－我有我愛你 - 陳奕迅－明年今日 - 陳奕迅－人來人往 - 陳奕迅－季軍 - 陳慧琳－好心害了你 - 陳慧琳－疾走羅拉 - 陳慧琳－別開玩笑 - 陳慧琳－走在前面 | - 陳慧琳－陪我失眠 - 陳慧琳－戀愛神經 - 陳慧琳－夏天的緋聞 - 陳慧琳－無賴 - 陳慧琳－好時光 - 陳慧琳－天脈傳奇 - 陳慧琳－再生花 - 陳慧琳－躲貓貓 - 陳慧琳－千手千尋 - 陳慧琳－巨人 - 陳曉東－娛樂無窮 - 陳曉東－去街 - 陳曉東－迷你 - 陳曉東－武林中人 - 陳曉東－愛不離 - 陳曉東－花開無聲 - 陳曉東－情場中人 - 陳曉東－准我愛你 - 陳曉東－每個人都想談戀愛 - 陳曉東－蔚藍翅膀 - 陳曉東－I Want To Be - 陳曉東－寂寞宇宙 - 陶晶瑩－海市蜃樓 - 麥浚龍－大風吹 - 麥浚龍－習慣孤獨 - 麥浚龍－大風吹（國） - 黃伊汶－鬧劇 - 黃耀明、張國榮－夜有所夢 - 楊千嬅－楊千嬅 - 楊千嬅－香港小姐 - 楊千嬅－閃靈 - 楊千嬅－友誼小姐 - 楊千嬅－塔羅迷 - 楊千嬅－滿漢全席 - 楊千嬅－慳D - 楊千嬅－向左走 - 楊千嬅－向左走向右走 - 楊千嬅－向右走 - 楊千嬅－一千零一個 - 楊千嬅－笑中有淚 - 楊千嬅－音樂盒 - 萬 芳－月亮公園 - 葉蒨文－傷逝 - 葉蒨文－堅強 - 葉蒨文－渡假 - 葉蒨文－傷逝（國） - 趙薇、張震－天下無雙那個啦想說啦啦啦 - 劉德華－天生天養 - 劉德華－人生捕手 - 劉德華－大勝無限番 - 劉德華－活得精彩 - 蔣雅文－寵物男孩 - 鄭中基－淘浪 - 鄭希怡－準情人的關懷 - 鄭秀文－愛上一個人 - 鄭秀文－過山車 - 鄭秀文－回來我身邊 - 鄭秀文－忘記不起 - 鄭秀文－心肝命掟 - 鄭秀文－上一次流淚 - 鄭秀文－第二次分手 - 鄭秀文－謝謝王子 - 鄭秀文－更加愛你 - 鄭秀文－你的前半生 - 鄭秀文－輸得漂亮 - 鄧健泓－大男孩 - 鄧健泓－心寒 - 鄧健泓－風高勿燥 - 鄧健泓－戇男 - 鄧健泓－豬骨湯麵 - 鄧健泓－好 - 鄧健泓、鄭中基－心寒 - 黎 明－你要懂得欺騙自己 - 黎 明－Ba Ba - 黎 明－一巴香水印 - 黎 明－咪亂諗 - 黎 明－最好你走 - 黎 明－別怕生疏 - 黎 明－Ba Ba（國） - 黎瑞恩－我從一個人 - 盧巧音－天蠍號 - 蕭亞軒－快歌 - 蕭亞軒－自己人 - 蕭亞軒－笑著愛你 - 戴辛尉－心領 - 戴辛尉－荒原 - 謝霆鋒－一毫子 - 謝霆鋒－白衣天使 - 謝霆鋒－完美啟示錄 - 謝霆鋒－冥想 - 謝霆鋒－從前、以後 - 謝霆鋒－羅生門 - 謝霆鋒－我們 - 關心妍－浮生花園 - 關心妍－你有心 - 關心妍－怎麼會愛上這個人 - 蘇永康－住家甜品 - 蘇永康－我發誓以後 - 蘇永康－搏擊會 - 蘇永康－問你怕未 - 蘇永康－眾望所歸 - 蘇永康、李冰冰－兒女私情 |

### 2003年（202首）
| - 2R－好勝 - Boy'z－雙打 - Boy'z－La La世界 - Boy'z－兩個滑板的少年 - Boy'z－總有一站愛上你 - Energy－末日秀 - Energy－退魔錄 - Sky－口袋情人 - Sky－未捱過 - Twins－我們要睡覺 - Twins－講玩 - Twins－童子軍 - Twins－亂世佳人 - Twins－慌心假期 - Twins－夏日狂嘩 - Twins－香港紐約 - Twins－三角圓舞 - Twins、成龍－變變變 - 王 菲－美錯 - 王 菲－乘客 - 王 菲－四月雪 - 王 菲－ - 王 菲－MV - 王 菲－假愛之名 - 王 菲－花事了 - 王 菲－寬恕 - 古天樂－吻得到愛不到 - 古巨基－必殺技 - 古巨基－愛神 - 古巨基－悟空 - 古巨基－決戰十一 - 古巨基－任天堂流淚 - 古巨基－任天堂流淚（國） - 古巨基－美少女夢工場之真三國無雙 - 古巨基－Forward Your Love - 古巨基－心跳回憶 - 古巨基－赤川次郎夜想曲 - 朱 茵－談情做愛 - 江美琪－你不公平 - 何韻詩－忘 - 何韻詩－兩位一體 - 何韻詩－元神出竅 - 何韻詩－出生入死 - 李克勤－合久必婚？ - 李克勤－今天最愛 - 李克勤、陳苑淇－合久必婚？ - 李克勤、陳慧琳－愛一個人 - 李克勤、譚詠麟－老友記 - 谷祖琳－假如愛有天意 - 林嘉欣－戀之風景 - 林嘉欣－戀之風景（國） - 林曉培－不知好歹 - 林曉培－失陪 - 林曉培－喫喫茶 - 林曉培－有生之年 - 林曉培－上車下車 - 林曉培－訪問上帝 - 林峯－忘記傷害 - 柳重言－第幾次愛你 - 英皇群星－世代無肝炎 - 容祖兒－習慣失戀 - 容祖兒－與貓共舞 - 容祖兒－最後一課 - 容祖兒－想得太遠 - 容祖兒－出賣 - 容祖兒－歌姬 - 容祖兒－心甘命抵 - 容祖兒－勉強幸福 - 容祖兒－我也不想這樣 - 容祖兒、吳浩康－他都不愛我 - 張 宇－大丈夫 - 張國榮－千嬌百美 - 張國榮－玻璃之情 - 張國榮－隨心 - 張國榮－蝶變 - 張國榮－冤家 - 張智霖－好情人 - 張衛健、蘇永康－真有你的 - 梁詠琪－兩個人的幸運 - 梁詠琪－迴旋木馬的終端 - 梁詠琪－向左走向右走 - 梁詠琪－四月生日 - 梁詠琪－彩虹交匯處 - 梁漢文－零比零 - 梁漢文－一小時沖印 - 梁漢文－二見鍾情 - 梁漢文－三宅一生 - 梁漢文－披頭四 - 梁漢文－501 - 梁漢文－666 - 梁漢文－七友 - 梁漢文－八 - 梁漢文－九九九 - 梁漢文－信望愛 - 莫文蔚－看透 - 許志安－大男人 - 許志安－大男人（國） - 許志安－一步一生 - 許志安－窮爸爸 - 許志安－苦中作樂 - 許茹芸－眾裡尋他 - 許慧欣－失戀不敗 | - 郭富城－錯愛的呼喚 - 郭富城－誓不再會 - 陳小春－獻世 - 陳文媛－之前、之後 - 陳文媛－快樂完 - 陳奕迅－阿怪 - 陳奕迅－我們都寂寞 - 陳奕迅－兄妹 - 陳奕迅－十年 - 陳奕迅－要你的 - 陳奕迅－猜情尋 - 陳奕迅－New Order - 陳慧琳－我要的只是愛 - 陳慧琳－煩惱配方 - 陳慧琳－Shake Shake搖滾 - 陳慧琳－釋放 - 陳慧琳－溫柔眼淚 - 陳慧琳－Shake Shake - 陳慧琳－心服口服 - 陳慧琳－臨走前吻我 - 陳慧琳－伶仃 - 陳慧嫻－明日有明天 - 陳慧嫻－柯德莉夏萍穿過的鞋 - 陳慧嫻－情意結 - 陳慧嫻－蕭邦與我 - 陳慧嫻－Gloomy Sunday - 陳慧嫻－把悲傷看透時 - 陳慧嫻－傻女的新衣 - 陳慧嫻、關心妍－拈花惹草 - 陳曉東－般若波羅蜜 - 陳曉東－What Can I Do - 陳曉東－來呀 - 陳曉東－原諒 - 陳曉東－隱瞞 - 陳曉東－吻下去愛上你 - 陳寶珠－珠光寶氣 - 陳 驊－最後的謊言 - 黃伊汶－萬勿流淚 - 黃凱芹－易愛難收 - 黃耀明－窮風流 - 黃耀明－攞命舞 - 黃耀明－明日天涯 - 黃耀明－身外情 - 黃耀明－帶不走 - 黃耀明－忘不了 - 黃 馨－賣花女神 - 黃 馨－Wendy, Sandy and Judi - 黃 馨－我一個人睡 - 楊千嬅－揚眉 - 楊千嬅－什麼都不怕 - 楊千嬅－我愛壞人 - 楊千嬅－讓我重新愛上你 - 楊千嬅－我猜你不會 - 楊千嬅－飛女正傳 - 楊千嬅－民間傳奇 - 楊千嬅－藍與黑 - 楊千嬅－滿場飛 - 楊千嬅－小星星 - 楊千嬅、梁朝偉－星之碎片 - 楊千嬅、梁朝偉－迷宮 - 群 星－愛在陽光下 - 葉蒨文－只有一次 - 綠咖啡－高雅而憂傷的圓舞曲 - 劉德華－大小孩 - 潘瑋柏－我的麥克風 - 潘瑋柏－咖喱辣椒 - 鄭中基－有種 - 鄭中基－超人 - 鄭中基－救救我 - 鄭中基－學神 - 鄭中基－受寵若驚 - 鄭中基－我代你哭 - 鄭中基－傻大哥 - 鄭中基、何韻詩、梁漢文、楊千嬅－火紅火熱 - 鄭希怡－為愛而愛 - 鄭希怡－我情願不跳舞 - 鄭秀文－美麗的誤會 - 鄭秀文－每天愛你少一些 - 盧巧音－天祐我們 - 盧巧音－花奴 - 蕭正楠－你想我點 - 蕭正楠－十個分手的理由 - 蕭亞軒－不配 - 蕭亞軒－魔術 - 謝霆鋒－第二世 - 謝霆鋒－邊走邊愛 - 謝霆鋒－苦海孤雛 - 謝霆鋒－邊走邊愛（國） - 謝霆鋒－我甚麼都不是 - 鍾欣桐－我的爸爸媽媽 - 羅大佑－時光在慢慢的消失 - 譚詠麟－門外門內 - 關心妍－甜美謊言 - 關心妍－愛與被愛 - 關心妍－假使我漂亮 - 關智斌－戀愛最初回 - 蘇永康－老死 - 蘇永康－笑下去 - 蘇永康－七老八十 - 蘇永康－我是誰 |

### 2004年（175首）
| - 2R－赤鱲角之戀 - Boy'z－皇室堡主 - Boy'z、Twins－四喜臨門喜迎春 - Energy－One Love - Eric Kwok－這麼好 - F4、周杰倫、蔡依林、陳冠希、郭富城、鄭秀文－藍色飛揚Dare for More - Kary＠Cookies－大頭貼 - Sky－高高地 - Sky－情投意合 - Twins－士多啤梨蘋果橙 - Twins－飲歌 - Twins－輕功 - Twins－陳永仁 - Twins－蜜月 - Twins－女人味 - Twins－受之有愧 - Twins－愛無敵 - Twins－丟架 - Twins－美麗無比 - Twins－烈女 - Twins－拍住上 - Twins－天地驕陽 - Twins－愛全能 - Twins－追女仔 - 方力申－大方 - 古巨基－大雄 - 古巨基－大雄（國） - 古巨基－愛與誠 - 古巨基－美雪美雪 - 古巨基－傷追人 - 古巨基－Touch - 古巨基－史上最強漫畫王大亂鬥 - 古巨基－小流氓 - 古巨基－飄流教室 - 古巨基－我是貓 - 古巨基－鐵男 - 古巨基－Monica - 余文樂－堅強 - 吳浩康－孩子王 - 吳浩康－放過自己 - 李克勤－別舞 - 杜奕衡、蔡鵬、陳剛、陳家－四獄警之歌 - 杜鵑、于毅、黃敏豪、陳剛、陳家、孫曉明、月亮、李珊珊－愛錢萬歲 - 杜鵑、吳佳佳、桑芳菲、遲霜霜、黃敏豪、蔡鵬、曹廣海－愛錢萬歲（沒落篇） - 谷祖琳－柏林穹蒼下 - 林嘉欣－得人驚 - 林嘉欣－謀殺白痴 - 林嘉欣、潘迪華－為所欲為 - 容祖兒－一拍兩散 - 容祖兒－朱古力萬歲 - 容祖兒－候鳥樹 - 容祖兒－煙霞 - 容祖兒－身驕肉貴 - 容祖兒－貪慕虛榮 - 張宇－不甘寂寞 - 張 宇－命 - 張信哲－邊愛邊走 - 張信哲－惹塵 - 張學友－Life Is Like A Dream - 張學友－慢條斯理 - 張學友－感覺來了 - 張學友－是否在戀愛 - 張學友－抓狂 - 張學友－問月 - 張學友－不想失去你 - 張學友－決定 - 張學友－希望 - 張學友、陳潔儀、黃敏豪、吳佳佳、蔡鵬、陳剛、陳家、桑芳菲、谷立亞、月亮、遲霜霜、曹廣海、周岭、朱江、劉可、鄒暢、張煒、張晶－簡簡單單就是愛 - 張學友、許慧欣－流星下的願 - 張學友、許慧欣、群星－大舞會 - 張學友、許慧欣、群星－情人佳節 - 張學友、許慧欣、群星－歡笑嘉年華 - 張學友、黃敏豪、辜競、丁一、肖烈剛、田寧、曹廣－怒吼 - 張學友－懺悔（國）（與張學友合填） - 張學友、許慧欣－雪愛狼（國） - 張學友－雪愛狼（悼念篇）（國） - 梁洛施－心癮 - 梁洛施－愛到底 - 梁洛施－先苦後甜 - 梁洛施－錫自己 - 梁洛施－聽話 - 梁詠琪－散心 - 梁漢文－廢城故事 - 梁漢文－使徒行傳 - 梁漢文－新聞女郎 - 梁漢文－步步高 - 梁漢文－情常在 - 梁漢文－DJ | - 許志安－那天那人 - 許志安－愛到怕 - 許志安－與神對話 - 許志安－折磨 - 許志安－愛我所愛 - 許志安－苦水 - 許志安、張柏芝－要愛便愛 - 許慧欣－大風吹 - 許慧欣－懺悔 - 許慧欣、于毅－痛恨 - 郭富城－野草 - 陳小春－左擁右抱 - 陳奕迅－一切還好 - 陳奕迅－萬佛朝宗 - 陳奕迅－冤氣 - 陳奕迅－八里公路 - 陳奕迅－放下來 - 陳奕迅－開不了心 - 陳奕迅－24 - 陳奕迅－不求人 - 陳奕迅－最後今晚 - 陳奕迅－愛你入骨 - 陳慧琳－無限 - 陳慧琳－潔身自愛 - 陳慧琳－前世 - 陳慧琳－柴門文的女人 - 陳慧琳－完美關係 - 陳慧琳－完美關係（國） - 陳潔儀－暗中的感覺 - 陳潔儀－一等再等 - 陳潔儀－等到你 - 陳曉東－愛無常 - 陳曉東－愛過的人不孤獨 - 麥浚龍－怪物小王子 - 黃子華－衰邊個 - 黃聖依－我不入地獄 - 黃耀明－翡翠劇場 - 黃 馨－烏鴉 - 黃 馨－世界小姐 - 黃 馨－烏鴉（國） - 楊千嬅－鸞鳳和鳴 - 楊千嬅－萬世流芳 - 楊千嬅－處處吻 - 楊千嬅－小城大事 - 楊千嬅－的士司機 - 楊千嬅－電光幻影 - 楊千嬅－柳媚花嬌 - 楊千嬅－大城大事 - 楊千嬅、任賢齊－花好月圓夜 - 達明一派－排名不分先後左右忠奸（有潮有唔潮）（與黃偉文、周耀輝合填） - 劉雨潼－兩條路 - 劉雨潼－大家閨秀 - 劉雨潼－家 - 劉雨潼－受夠了 - 劉雨潼、李彩樺－談戀愛 - 劉德華－常言道 - 劉德華－按摩女郎 - 劉德華－如果我有事 - 劉德華－我唔識字 - 劉德華－馬龍白蘭度 - 潘瑋柏－WuHa - 潘瑋柏feat. 張韶涵－快樂崇拜 - 鄭伊健－辛苦你 - 鄭伊健－內傷 - 鄭希怡－花多眼亂 - 鄭希怡－所謂愛 - 鄭秀文－世界之最（你願意） - 鄭秀文－來到這裡 - 鄭秀文－我愛你，再見！ - 鄭秀文－傷 - 鄭秀文－Try Again - 鄭秀文－美味關係 - 鄭欣宜－起飛 - 黎 明－兩個人的煙火 - 黎 明－妳等我 - 黎 明－不可一世 - 黎 明－別舔傷口 - 黎 明－一比一 - 黎 明－我是否還愛你 - 黎 明－無痛失戀 - 黎 明－傷口 - 應昌佑－我是否還愛你 - 謝霆鋒－影迷 - 謝霆鋒－模特兒 - 羅大佑－寧靜溫泉 - 關心妍－慘得過我 - 關心妍－好得過我 |

### 2005年（124首）
| - 高少華－對天歌 - Sky－玩暗戀 - Sky- 啞忍 - Twins－快樂紅白藍 - Twins－咖啡迷 - Twins－黑色喜劇 - Twins－熱粉紅 - Twins－森巴皇后 - Twins－森巴 - Twins－海底深 - Twins－程咬金 - Twins－尋找莫札特 - Twins－佳偶天成 - Twins－天對地 - 方力申－好走 - 方力申、鄧麗欣、傅穎－冷靜熱情之間 - 方大同－南音 - 古巨基－天才與白痴 - 古巨基－一生何求 - 古巨基－純真傳說 - 古巨基－輪流轉 - 古巨基－夢中人 - 古巨基－明星 - 古巨基－還是覺得你最好 - 古巨基－當年情 - 古巨基－甜蜜蜜 - 古巨基－星戰 - 古巨基－睡美人 - 古巨基－天才與白痴（國） - 古巨基－同班同學 - 古巨基－最終幻想 - 古巨基－愛與誠（國） - 古巨基、張栢芝－直到愛上你 - 池珍熙、金城武－美麗故事 - 余文樂－晴天行雷 - 吳雨霏－戀愛天才 - 吳浩康－又到聖誕 - 吳浩康－不快樂王子 - 杜汶澤feat. 黎明－開心到震 - 周 迅－外面 - 周麗淇－好人難做 - 官恩娜－甚麼甚麼 - 林憶蓮－還是我還是你 - 林憶蓮－為何他會離開你 - 林憶蓮－本色 - 林憶蓮－夜有所夢 - 林憶蓮－再見悲哀 - 孫燕姿－眼淚成詩 - 容祖兒－天之驕女 - 容祖兒－罪魁 - 草 蜢－我們 - 草 蜢－我們（國） - 側 田－好人 - 側 田－Erica - 側 田－我有今日 - 張栢芝－氹氹轉 - 張栢芝－桃花轉 - 張 瑤－愛的無辜 - 張學友－人人 - 張學友－不老的傳說（國） - 張頴康－我很好 | - 張衛健－工作狂 - 梁詠琪－愛上你開始 - 莫文蔚－天下大同 - 莫文蔚－眾生緣 - 許志安－吻下留人 - 陳文媛－你女友 - 陳奕迅－爛 - 陳奕迅－阿牛 - 陳奕迅－夕陽無限好 - 陳奕迅－大個女 - 陳苑淇－時代 - 陳苑淇－別錯過（這世界） - 黃 馨－和平日 - 楊千嬅－詭異 - 楊千嬅－長信不如短訊 - 楊千嬅－烈女 - 楊千嬅－Single - 楊千嬅－花與愛麗斯 - 楊千嬅－郎來了 - 溫拿樂隊－霑叔（與鄭國江、潘源良合填） - 群 星－8858 - 達明一派－同床異夢 - 達明一派－O女郎 - 達明一派－假大空 - 劉浩龍－二等天使 - 劉德華－天比高 - 潘瑋柏、弦子 －不得不愛 - 蔡卓妍、謝霆鋒－情聖 - 衛 詩－Lonely - 衛 蘭－大哥 - 衛 蘭－十個他不如你一個 - 衛 蘭－今夜你不會來 - 衛 蘭－口花花 - 衛 蘭－心亂如麻 - 衛 蘭－My Love My Fate - 衛 蘭－我想愛就愛 - 衛 蘭－今夜你不會來（國） - 鄭中基－我真的哭過 - 鄭中基－精英 - 鄭希怡－收到 - 鄭希怡－風雷電 - 鄭秀文－長恨歌 - 黎 明－長情 - 黎 明－心頭高 - 黎 明－大城小事 - 黎 明－Everything Must Go - 黎 明－別來無恙 - 盧巧音－天外飛仙 - 盧巧音－隔岸觀音 - 盧巧音－一念天堂 - 應昌佑－怎會失戀 - 應昌佑－不能愛戀 只能暗戀 - 應昌佑－你是我喜歡的路人 - 應昌佑－賣點 - 薛凱琪－小黑與我 - 薛凱琪－快樂到天亮 - 薛凱琪－未約定 - 薛凱琪－愛 - 謝霆鋒－怕黑 - 謝霆鋒－多得你少 - 謝霆鋒－同門 - 謝霆鋒－狼（國） - 關智斌－靈犀 |

### 2006年（178首）
| - A-Lin－失戀無罪 - Eric Kwok－應承 - Eric Kwok－晏 - Eric Kwok－好得閒 - Eric Kwok－而家 - 何晟銘-指尖谈恋爱 - Rain－手記 - Shine－情人與狗 - Shine－晴天霹靂 - Twins－夢想黃金屋 - Twins－你不是好情人 - Twins－自以為是 - Twins－眼看心勿動 - Twins－天下有雙 - 十月組合－追我 - 十月組合－意想不到 - 方力申－無雙譜 - 方力申－在你遙遠的附近 - 方力申－大細心 - 方大同－歌手與模特兒 - 方大同－詩人的情人 - 方大同、薛凱琪－四人遊 - 王 菲－愛笑的天使 - 王菀之－詩情 - 王菀之－畫意 - 王菀之－（巴黎沒有）摩天輪 - 王菀之－融了鐘的時間 - 王菀之－幸福 - 王菀之－恨也講資格 - 古天樂－藍色的緣份 - 古天樂－藍色的緣份（國） - 古天樂、羽泉－同創夢想 - 古巨基－我生 - 古巨基－愛美麗 - 古巨基－不如留低我 - 古巨基－重複犯錯 - 古巨基－黑仔 - 古巨基－花灑 - 古巨基－愛恨交纏 - 古巨基－愛得太遲 - 古巨基－約定你 - 古巨基－往生 - 古巨基、周慧敏－愛得太遲 - 成龍、古天樂、許冠文－爸媽的話 - 吳 彤－春秋配 - 吳雨霏－愛你變成恨你 - 吳浩康－罪人 - 吳浩康－大人的遊戲 - 吳浩康－忽然分手 - 李克勤－天水、圍城 - 李克勤－情比紙薄 - 杜汶澤－阿尖 - 杜汶澤、黃秋生、衛詩、黎明、應昌佑－合氣道 - 杜麗莎－我有心晴 - 汪明荃、陳慧琳－自由女神 - 周筆暢－風箏 - 周麗淇－迎接失戀 - 林憶蓮－箴言 - 林憶蓮－相信 - 泳 兒－陪你哭的不是我 - 泳 兒－花無雪 - 孫耀威、車婉婉－再見亦是戀人 - 容祖兒－堂堂男人 - 容祖兒－上次坐飛機 - 容祖兒－冬眠 - 容祖兒－愛一個上一課 - 容祖兒－卸妝 - 恭碩良－天做膽 - 側 田－決戰二世祖 - 側 田－Kong - 側 田－Volar - 側 田－情永落 - 側 田－情歌 - 張敬軒－老了十歲 - 張學友、陳奕迅－天下太平 - 張衛健－I Say U Say - 梁詠琪－成長的短髮 - 梁詠琪－一人幾票 - 梁詠琪－請我吃餅乾 - 梁漢文－戀愛盲 - 梁漢文－電梯男 - 梁漢文－Hey June - 梁漢文－失魂落魄 - 梁漢文－白日夢 - 梁漢文－羅曼蒂克 - 梁漢文－Y3 - 梁漢文－戰後餘生 - 梁漢文－路漫漫 | - 梁漢文、楊千嬅－滾 - 莫文蔚－24 hrs - 莫文蔚－24 hrs（國） - 許志安－榮幸 - 許志安－大愛 - 許志安－任白 - 許志安－何慧愛 - 許志安－陳大文 - 許志安－你是我的銀河 - 許志安、鄧健泓－鬥苦 - 郭芯其、林苑－交換生 - 陳小春－有鬼 - 陳小春－劫數難逃 - 陳小春－羞家 - 陳小春－鬥殘酷 - 陳小春、夏曉晴－你是最好的 - 陳奕迅－黑擇明 - 陳奕迅－富士山下 - 陳奕迅－不如不見 - 陳苑淇－忍無可忍 - 陳慧琳－海豚 - 陳慧琳－得天獨厚 - 陳慧琳－兒女私情 - 陳慧琳－一刀兩斷 - 陳慧琳－有血有淚 - 陳慧琳－因為有你 - 陳慧琳、陳小春－沙塵滾滾 - 黃貫中、雷有暉、鄧建明－只談風月 - 黃耀明－Rock Me Amadeus - 黃耀明－詠嘆調 - 黃耀明－永恆 - 黃耀明－四大皆空 - 黃耀明－如歌的行板 - 黃耀明、周迅－流浪者之歌 - 黃耀明、周 迅－看看 - 楊千嬅－吻所有女孩 - 楊千嬅－她成功了他沒有 - 楊千嬅－毅行 - 楊千嬅－水月鏡花 - 楊千嬅－大傻 - 楊千嬅－我的生存之道 - 楊千嬅－亦舒說 - 楊千嬅－芬梨道上 - 楊千嬅－我只能跳舞 - 楊千嬅－如果可以不停相愛 - 葉佩雯－我要你認錯 - 葉佩雯－好假的你 - 葉佩雯－放監 - 劉若英－生日快樂 - 劉浩龍－恢復自由 - 劉浩龍、胡蓓蔚－九週半 - 劉德華－教你如何不愛他 - 劉德華－多愁善感 - 劉德華－模範生 - 劉德華－紅顏自閉 - 劉德華－觀世音 - 衛 詩－Heartbreaker - 衛 詩－Mon Saturday - 衛 詩－Misbehave - 衛 詩－Get Out - 衛 詩－Funny Jealousy - 衛 詩－Be a Man - 衛 詩－Lost in Paradise - 衛 蘭－離家出走 - 衛 蘭－愛你還愛你 - 衛 蘭－霎眼嬌 - 衛 蘭－越幫越忙 - 衛 蘭－愛才 - 衛 蘭－深愛 - 衛 蘭－拍錯拖 - 衛 蘭－等 - 衛 蘭－這正是我 - 鄧健泓－大件事 - 鄧健泓－信者得救 - 鄧健泓－戒不掉妳 - 鄧健泓－男人有話說 - 黎 明－愛是傻得起 - 黎 明－無事常相見 - 黎 明－你有本事 - 黎 明－電殛 - 薛凱琪－多謝地球 - 謝霆鋒－毋忘我 - 謝霆鋒－小宇宙 - 謝霆鋒－我的小宇宙 - 鍾欣桐－非君不嫁 - 譚詠麟－大大時代 - 關心妍－讚 - 關心妍－蟬 - 關楚耀－吐氣揚眉 |

### 2007年（127首）
| - Twins－相愛6年 - Twins－金句 - Twins－世界變 - Twins－士氣 - 小 肥－出人頭地 - 方力申－親近對．親熱錯 - 方力申－你甚麼都可以 - 王菀之－真心話 - 王菀之－自從 - 王菀之－流轉摩天輪 - 古巨基－一刻永恆 - 古巨基－錢錢錢錢 - 古巨基－愛回家 - 古巨基－你生 - 古巨基－蠻不講理 - 古巨基－自我安慰 - 古巨基－我自問 - 古巨基－為何 - 古巨基－賞心樂事 - 古巨基－十蚊雞流浪記 - 古巨基－護身符 - 光良、衛蘭－童夢 - 吳雨霏－逼得太緊 - 吳雨霏－想這樣得那樣 - 李冰冰－只有回憶 - 李克勤－晚安 - 李香琴、關淑怡－三千年前 - 周 迅－伴侶 - 周筆暢－夢想在望 - 周筆暢－傻瓜的天才 - 周華健－我是明星 - 林二汶－星星月亮太陽 - 林 峯－你並不孤單 - 泳兒、謝霆鋒－誰比我真 - 迪士尼－小小世界 - Faye＠F.I.R.飛兒樂團－荼蘼時代 - 香港兒童合唱團－博大的愛 - 孫耀威－思前戀後 - 孫耀威－戀愛宣言 - 孫耀威－愛她因為愛你 - 孫耀威－永遠保護你 - 孫耀威－魔高一丈 - 孫耀威－一個人的好處 - 孫耀威－無一倖免 - 孫耀威－我教你分手 - 孫耀威－答謝信 - 孫耀威－幸福的再會 - 孫耀威－Here I Go - 孫耀威－別貪名牌 - 孫耀威－拖多一年得一年 - 孫耀威－彈珠玩具 - 孫耀威－告別散拖 - 孫耀威、陳詩慧－走出生天 - 容祖兒－陪我長大 - 草 蜢－Forever - 海鳴威－人歌合一 - 秦海璐－逍遙漫遊 - 秦海璐－海馬 - 秦海璐－一個演員的自我修養 - 張信哲－算 - 張信哲－雨霖鈴 - 張信哲－是我非我 - 張惠妹－快樂眼淚 - 張敬軒－酷愛 | - 張敬軒－迷失表參道 - 張敬軒－我的天 - 張敬軒－悲劇人物 - 張敬軒－遙吻 - 張學友－聽天由命 - 張學友－原罪犯 - 張學友－煩惱歌 - 曹 芳－愛情動物 - 曹 格－愛的弧度 - 梁詠琪－未來的未來 - 梁漢文－零時十幾分 - 梁漢文－那時候 - 許志安－空前絕後 - 許志安－誰還敢愛這個人 - 許志安－你哪裡有錯 - 許志安－感情何價 - 許志安－未夠多 - 陳小霞－走出紅樓 - 陳小霞－眼淚的死亡 - 陳奕迅－月黑風高 - 陳奕迅－愛情轉移 - 陳奕迅－熱島小夜曲 - 陳浩峰－十方一念 - 馮穎琪－流芳怨 - 楊千嬅－化 - 楊千嬅－陌路 - 楊千嬅－集體回憶 - 楊千嬅－不認不認還需認 - 楊千嬅－別阻我開心 - 楊千嬅－同病相愛 - 楊千嬅－知情識趣 - 楊千嬅－傑出青年 - 楊千嬅－人情世故 - 熊汝霖－愛情疲勞 - 熊汝霖－終極夢想 - 蔡卓妍－黑馬 - 衛 蘭－雜技 - 衛 蘭－無所謂 - 鄭 融－受夠 - 鄧麗欣－七夕 - 鄧麗欣－不速之約 - 鄧麗欣－酒渦與燕窩 - 鄧麗欣－看透 - 鄧麗欣－再見不是朋友 - 鄧麗欣－活到美麗 - 黎 明－想你們 - 應昌佑－感謝寂寞 - 謝安琪－鍾無艷 - 謝霆鋒－天公地道 - 鍾欣桐－雙重打擊 - 韓雪、李承鉉－似曾相識 - 顆粒＠卡奇社－我自跳我舞 - 羅志祥－最後的風度 - 關心妍－如何離開你 - 關心妍－甚麼都不愛 - 關心妍－任君選擇 - 關心妍－身為女人 - 關心妍－送舊迎新 - 關心妍－地球兄弟 - 關心妍－愛你很難 - 關心妍－誰叫我喜歡你 - 關淑怡－眾生花 - 關淑怡－三千年前 |

### 2008年（109首）
| - at17－101727 - S.H.E－我愛煩惱 - Square－為愛而愛 - 文恩澄－同床異枕 - 文恩澄－離別曲 - 方力申－如果世上沒傻瓜 - 方大同－每個人都會 - 王力宏－One World One Dream - 王菀之－我來自火星 - 王菀之－永遠幾遠 - 郭靜－慢慢紀念 - 古巨基－年年有今日 - 古巨基－愛得太晚 - 古巨基－我們的彩虹 - 古巨基－下次再見 - 古巨基－眼睛不能沒眼淚 - 古巨基－花不痛 - 古巨基－啦啦 - 古巨基－你恨到 - 古巨基－給幸福一個機會 - 古巨基、側田－中間人 - 古巨基、梁靜茹－還是好朋友 - 江若琳－變走他 - 江若琳－愛你還是愛美 - 江若琳－大步喊過 - 汕頭大學 - 大學問 - 吳雨霏－不如不愛 - 吳雨霏－戀愛疲勞 - 李克勤－天天都是情人節 - 李克勤－她慈我悲 - 杜雨恩－看我的溫柔 - 周吉佩－家教 - 周柏豪－宏願 - 周華健－大城之光 - 周麗淇－越愛越怕追 - 林保怡、黎姿－相戀兩個字 - 林宥嘉－病態 - 林 峯－憑良心說再見 - 林 峯－浮生若水 - 林 峯－夏雪 - 信－告別的時代 - 品 冠－小白很乖 - 唐素琪－大家好過 - 唐堯麟－失陪 - 孫 楠－你快樂嗎 - 孫耀威－眾傷 - 容祖兒－貪嗔癡 - 容祖兒－陪我長大（國） - 容祖兒－與蝶同眠 - 容祖兒－夢非夢 - 容祖兒－夢非夢（國） - 容祖兒－可歌可泣 - 側 田－自身 - 張敬軒－夜宴 - 張敬軒－不吐不快 - 張敬軒、Rihanna－Hate That I Love You | - 張敬軒、Rihanna－Hate That I Love You（國） - 張學友－紅遍全球 - 許志安－你傷風我感冒 - 陳小春－我不是偉人 - 陳小春－先走為敬 - 陳奕迅－然後怎樣 - 陳奕迅－歌．頌 - 陳柏宇、楊丞琳－理智與感情 - 陳曉東－無仇無怨 - 陳曉東 －自白書 - 陳曉東－唇彩 - 麥家瑜－殺死我的溫柔 - 麥家瑜－吃不消 - 黃宗澤－多謝試用 - 黃耀明－金粉世家 - 黃耀明－你頭上的光環 - 楊千嬅－一葉舟 - 楊千嬅－塗鴉 - 楊千嬅－大慈善家 - 群 星－北京歡迎你 - 劉美君－浮花 - 劉浩龍－火花不等人 - 劉德華－未到傷心處 - 潘瑋柏－轉機(粵語版) - 蔡卓妍－心跳如歌 - 蔡卓妍－心如蝶舞 - 衛 蘭－就算世界無童話 - 衛 蘭－My Cookie Can - 衛 蘭－你知道我在等你們分手嗎？ - 衛 蘭－如水 - 衛 蘭－愛深過做人 - 衛 蘭－我愛呼吸 - 衛 蘭－比我想像中愛你 - 衛 蘭－寒命 - 衛 蘭－主角愛我 - 鄭中基、梁漢文－天跌下來 - 鄭秀文－有一種快樂 - 鄧健泓－現實的情歌 - 鄧麗欣－女兒紅 - 鄧麗欣－苦浪漫 - 黎 明－你不會孤單 - 黎 明－心連心在跳 - 黎 明、陳慧琳－隨夢而飛 - 薛凱琪－難道你不怕凍 - 鍾嘉欣－無情有愛 - 關心妍－他不愛我亦不愛你 - 關淑怡－天規 - 關淑怡－鑽禧 - 關楚耀、謝安琪－四面楚歌 - 蘇永康－天大地大 - 蘇永康－婚誡 - 蘇永康－紅顏知己 - 蘇永康－汗香 - 蘇永康－普洱茶 |

### 2009年（90首）
| - Swing－魚蝦蟹 - 中央少年廣播合唱團－我們的祖國 - 方力申－廣東話 - 方力申－煩得可愛 - 王梓軒－怎麼著 - 王梓軒－幾米的距離 - 王菀之－大笨鐘 - 群星－改變明天（金曲20主題曲） - 陳楚生－我不是我自己 - 古巨基－大師作品 - 古巨基－以你為榮 - 古巨基－亂 - 古巨基－另一雙手 - 古巨基－地球很危險 - 古巨基－沒有腳的小鳥 - 古巨基－周星呢 - 古巨基－因為了解，所以分手？ - 古巨基－我讀得書少 - 古巨基－Gone Too Soon - 古巨基、關淑怡－男左女右 - 江若琳－旁觀者傷 - 李克勤－廉價哀傷 - 李克勤－潑墨 - 李克勤－服 - 李克勤－嫲嫲 - 李克勤－樹懶 - 李克勤－最後的早餐 - 李克勤－寂寞嘍囉 - 李克勤－有為青年 - 李治廷－獨行俠 - 狄易達－一天一粒糖 - 周 迅－愛恨恢恢 - 周海媚－無愧於心 - 周 蕙－夜動 - 林宥嘉－感同身受 - 品 冠－愛情在香港轉機 - 品 冠－比想像更想你 - 容祖兒－搜神記 - 容祖兒－心賊難防 - 容祖兒－圓謊 - 草 蜢－人愛世人 - 高以愛－鐵蝴蝶 - 高以愛－你在我在 - 側 田－無言無語 - 張惠妹－開門見山 | - 張惠妹－床前思故夢 - 張智霖－由他人 - 張敬軒－披星戴月 - 張敬軒－單打獨鬥 - 梁詠琪－喜劇收場 - 梁漢文－躁 - 梁靜茹－天燈 - 梁靜茹－不敢當 - 許志安－體諒 - 許慧欣－失眠 - 陳奕迅－於心有愧 - 陳奕迅－太陽照常升起 - 陳奕迅－不來也不去 - 陳奕迅－從何說起 - 陳柏宇－你瞞我瞞 - 陳柏宇－拍一半拖 - 陳柏宇－人外有人 - 陳柏宇－無可厚非 - 陳偉聯－分手的情書 - 麥家瑜－不方便的真相 - 麥浚龍－生死疲勞 - 麥浚龍－顛倒夢想 - 麥浚龍－弱水三千 - 楊千嬅－真命天子 - 楊千嬅－原來過得很快樂 - 群 星－佛誕吉祥 - 群 星－過去的明天 - 楊威、郭晶晶、金晶、林丹、李小鵬、鄭潔、劉璇、李宁、潘曉婷、楊揚、張怡寧、鄒凱－風雨操場 - 劉美君－雪泥 - 劉美君－也好 - 劉美君－寧願怎樣 - 劉美君－我喝香水大 - 劉德華－長途伴侶 - 蔡依林－你快樂我內傷 - 蔡卓妍－幸福空氣 - 衛 蘭－心有不甘 - 衛 蘭－殘酷遊戲 - 鄭伊健、郭富城－風雲義 - 鄭伊健、郭富城－風雲義（國） - 鄭欣宜－吃苦的力量 - 縱貫線－縱貫線兄弟姐妹 - 謝霆鋒－最愛之後 - 謝霆鋒－好樣 - 謝霆鋒－Tonight - 關淑怡－地盡頭 |

### 2010年（46首）
| - JW、衛蘭－男人信什麼 - 方力申、鍾欣桐－一生一世 - 王梓軒feat. MC Jin & INK－你們好（與王梓軒、MC Jin合填） - 王梓軒feat. MC Jin & INK－你們好（國，與MC Jin合填） - 蔡琴－華麗的笑臉 - 古巨基－時代 - 古巨基－獨男 - 古巨基－公主病了 - 古巨基－惡搞 - 古巨基－時代（國） - 田馥甄－我對不起我 - 田馥甄－你太猖狂 - 何潤東、景甜－好好就好 - 吳雨霏－我傻女 - 狄易達－可多不可少 - 周 迅－走馬看黃花 - 周柏豪－走狗 - 周柏豪－我不要被你記住 - 林 凡－這樣愛你好可怕 - 泳 兒－還有一生的時間 - 章子怡、鄧雯心－時光 - 側 田－愛的習慣 - 側 田－三歲或八十 - 張敬軒－春秋 | - 張敬軒－隔夜茶 - 洪卓立－無人認領 - 張靚穎－我們都辜負了愛 - 梁詠琪－夏花秋葉 - 梁漢文－中鋒 - 莫文蔚－洗澡時唱的歌 - 莫文蔚－完美孤獨 - 莫文蔚－洗澡歌 - 陳奕迅－一絲不掛 - 陳柏宇－多此一愛 - 陳柏宇－關注我 - 陳慧琳－永遠的福氣（與雷頌德合填） - 麥浚龍－超生培慾 - 麥浚龍－櫻吹雪 - 馮曦妤－遠視 - 黃耀明－絕色 - 楊千嬅－飲酒思源 - 楊千嬅－我係我 - 齊 秦－長恨苦短 - 劉若英－他為你挾菜 - 關心妍－另一個舞台 - 關心妍－以身試愛 |

### 2011年（67首）
| - Mr.－兩大無猜 - Mr.－換畫 - 王梓軒－你是哪種人 - 王梓軒－人啊人 - 王菀之－柳暗花明 - 王菀之－水百合 - 王菀之－下次愛你 - 古巨基－犀利歌 - 古巨基－Once Upon A Time - 古巨基－明天 - 古巨基、孫 楠－夠朋友 - 朱紫嬈、蘇永康－圓缺 - 吳雨霏－Carry On - 吳雨霏－我本人 - 吳建飛－搖身一變 - 李克勤、陳慧琳－飛躍奇妙 - 周慧敏－無雙譜 - 周慧敏－放下的力量 - 岳 薇－水漫金山 - 岳 薇－淚光閃閃 - 林欣彤－非凡 - 林欣彤－非同兒戲 - 林俊傑－陌生老朋友 - 林宥嘉－美妙生活 - 林 峯－人一個 - 林 鵬－還淚 - 泳 兒－就手 - 泳 兒－為你唱Demo - 品 冠－未拆的禮物 - 胡 夏、陳 翔、付辛博－夢想 - 郁可唯－傷不起 - 唐堯麟－飛揚 - 孫 楠－迫不及待 - 海 悅－自從你來過 | - 張惠妹－都什麼時候了 - 張惠妹－一個人對話 - 張惠妹－還有眼淚就好 - 張惠妹－我最親愛的 - 張惠妹－他們 - 張智霖－冧爆你 - 張靚穎－錯就錯 - 張靚穎－真愛的味道 - 曹芙嘉、Garou－左愛右愛 - 許志安－一直相愛 - 許冠傑、謝安琪、許廷鏗、港大學生－明我以德 - 陳奕迅－六月飛霜 - 陳奕迅－神奇化妝師 - 陳柏宇－讚讚自己 - 麥浚龍－驚蟄 - 麥浚龍－秋分 - 麥浚龍－金剛圈 - 麥浚龍－無念 - 黃耀明－絕色 - 黃耀明－第二次青春 - 黃耀明－紅眼症 - 楊千嬅－哭出來 - 楊千嬅－火鳥 - 楊 冪－還過得去 - 劉德華－無心快意 - 衛 蘭－愛沒有假如 - 鄭秀文－Do Re Mi - 鄭秀文－Do Re Mi（國） - 鄧穎芝－喉嚨沙啞 - 黎 明－情 - 謝安琪－你們的幸福 - 鍾嘉欣－囉唆 - 關心妍－在你名下 - 關菊英－似風如水 |

### 2012年（52首）
| - A-Lin－圍城 - Twins－大過天 - 王心凌－忘了我也不錯 - 王心凌－上了妳的癮 - 王菀之－留白 - 付辛博、鄭欣宜、劉惜君、洪卓立、黃靖倫、Makiyo－這裡沒有陌生人 - 王識賢－大汗 - 古巨基－公告天下我愛你 - 古巨基－告別我的戀人們 - 古巨基－戀無可戀 - 古巨基－直到銀婚 - 古巨基－逆時光 - 吳雨霏－人非草木 - 吳若希－若要人不知 - 李宇春－聾子 - 李宇春－感謝你感動我 - 李宇春－Hello Baby - 周國賢－我是個地球人 - 林 凡－睡在一起的知己 - 林 凡－告別像低迴溫婉的小調 - 林 凡－不痛不快 - 林宥嘉－勉強幸福 - 林 峯－頑石 - 林 峯－一刀切 - 林 峯－頑石點頭 - 信－我選擇笑 - 郁可唯－失戀事小 | - 側 田－很想很想說再見 - 康 康－難過的我問快樂的我 - 倪安東－一覺醒來 - 孫 楠－幸福牽手 - 容祖兒－不好意思我愛你 - 容祖兒、林欣彤－追風箏的風箏 - 張靚穎－冷漠地愛著 - 許志安－睡火山 - 許廷鏗－愛到透明 - 許廷鏗－負借口 - 陳奕迅－夢想天空分外藍 - 湯 唯－晚秋 - 黃韻玲－回味 - 葉蒨文－精挑細選 - 楊千嬅－知更 - 楊千嬅－親 - 衛 蘭－街燈晚餐 - 衛 蘭－他不慣被愛 - 衛 蘭－我懷念的你 - 衛 蘭－難為自己 - 衛 蘭－只要我們還有心 - 韓 庚、蕭亞軒－最佳聽眾 - 韓 雪－愛就一把火 - 羅力威－雙子情歌 - 蘇永康、謝安琪－獨行俠侶 |

### 2013年（60首）
| - AGA－哈囉 - Fabel－鹽花 - Fabel－風吹草動 - Olivia Ong－對了，我錯了 - 方 文－想．不想你 - 王菀之－星空 - 田馥甄－不醉不會 - 李克勤－探花 - 吳莫愁－不請自來 - 車婉婉－談笑風生 - 阿魯阿卓－愛你如命 - 周柏豪－雙人床的空位 - 尚雯婕－越愛越明白 - 周筆暢－花樽與花 - 林 峯－也無風雨也無月 - 林 峯－不負如來不負卿 - 胡 夏－我們會不會 - 孫協志－要了我的命 - 容祖兒－深閨 - 符致逸－Good Morning, Hard City - 梁漢文－用力一抱 - 梁漢文－半邊生命 - 張敬軒－溫馨提示 - 張敬軒－塵埃落定 - 張韶涵、龔琳娜、黃小琥、順子－誰怕誰 - 陳柏宇－繭 - 陳奕迅－斯德哥爾摩情人 - 陳奕迅－任我行 - 陳奕迅－失憶蝴蝶 - 陳奕迅－阿貓阿狗 | - 倪安東－我是你的 - 陶 喆－The Promise - 陶晶瑩－真的假的 - 陶晶瑩－讓愛情維持心跳 - 陳慧琳－斷。捨。離 - 陳鍵鋒、阿魯阿卓－最壞時候遇上最好的你 - 麥家瑜－我國 - 麥家瑜－好得很 - 麥家瑜－不要教壞我 - 麥家瑜－輪到你失眠時 - 麥浚龍－鶴頂紅 - 麥浚龍、林二汶－逆蒼生 - 黃鴻升－超有感 - 黃鴻升－超級煩 - 黃耀明－太平山下 - 楊丞琳－暗湧 - 溫昇豪－何苦 - 雷頌德－Thank You - 鄭秀文－一追再追 - 劉若英－親愛的路人 - 劉媛媛－天地一幅畫 - 劉德華、鄭秀文－盲愛 - 劉德華、鄭秀文－不盲不愛 - 盧凱彤－燈下黑 - 盧凱彤－圓滑 - 蕭煌奇－過我的生活 - 謝安琪－在雨中不能說雨 - 譚 晶－日出東方 - 關楚耀－舊好 - 權振東、劉振宇－天命 |

### 2014年（53首）
| - A-Lin－難得孤寂 - JW、蘇永康－性情中人 - KOLOR－生於憂患 - 丁 噹－敢愛敢當 - 王 菲－愛不可及 - 王 菲－匆匆那年 - 王菀之－我們他們 - 古巨基－致少年時代 - 古巨基、容祖兒－愛情也有生命 - 任家萱－看我的 - 吳雨霏－沒有花收的日子 - 李宇春－酷 - 李 煒－只是懷舊 不算懷念 - 車婉婉－一加一 - 卓文萱－黑馬 - 炎亞綸－多餘的我 - 林俊傑－可惜沒如果 - 陳奕迅－鬥戰神 - 陳奕迅－你給我聽好 - 孫燕姿－天使的指紋 - 孫耀威－最痛無聲 - 梁文音－每一次戀愛 - 莫文蔚－一切安好 - 許志安－不愛不散 - 符致逸－恃愛行 - 符致逸－孤獨天使 - 符致逸－不要怕 | - 梁漢文－半邊生命（國） - 張德蘭－心藥 - 張學友－用餘生去愛 - 張學友－我醒著做夢 - 華晨宇－煙火裡的塵埃 - 楊千嬅－好不容易遇見愛 - 楊 坤－今夜二十歲 - 楊宗緯－蓮花落 - 群 星－撐起雨傘（與Pan合填） - 劉美君－兩杯茶 - 劉 濤－胭脂 - 衛 蘭－錯過你 - 衛 蘭－You're Always Everything To Me - 衛 蘭－長痛短痛 - 鄭秀文－一追再追（國） - 鄭秀文－總有一個人 - 蔡依林－不一樣又怎樣 - 蕭敬騰－天敵 - 蕭敬騰－這首歌 - 蕭敬騰－到處都是愛 - 謝安琪－獨家村 - 藍奕邦－孔雀開屏 - 藍奕邦－藍田金婚 - 羅大佑－只得一生 - 蘇永康－我的偶像 - 蘇永康－分手天才 |

### 2015年（57首）
| - AGA－若 - C AllStar－生於斯 - KOLOR－東西南北 - Twins－emoji - 彭 彪－多情自年少 - CF@C AllStar、鍾鎮濤－煙花非花 - 天 心－我買故我在 - 水木年華－唯你一生 - 太平洋兒童合唱團－北西南風 - 王紫逸－你想我想（李想之歌I） - 王紫逸－我想買手機（李想之歌II） - 王紫逸－明天會更忙（李想之歌III） - 王紫逸、郎月婷－太喜歡相信你 - 王紫逸、郎月婷－愛上被你愛上的自己 - 台大合唱團－沒有時間 - 台大合唱團－明天會更忙（合唱版） - 古巨基－何必打擾 - 古巨基－以後就這樣了 - 古巨基－我與你 - 李易峰－請跟我聯絡 - 何韻詩－是有種人 - 郎月婷－聽不見看不見 - 周 迅、阿 雅、岳雲鵬、金世佳－難道你捨得忘記 - 林俊傑－只要有你的地方 - 洪天明、車婉婉－喝什麼 - 品 冠－越愛越配 - 陳奕迅－何必呢 - 陳奕迅、湯 唯－我們的老地方 - 陳奕迅、湯 唯－交換愛情 | - 陳奕迅、湯 唯－交換愛情II - 孫 楠、譚維維－只要和你走下去 - 孫燕姿－在，也不見 - 連詩雅－為何要我愛上你 - 張艾嘉－何太太！何太太！ - 張艾嘉－心腹 - 張敬軒－過客別墅 - 張 瑋－為勢所迫 - 彭佳慧－愛上我所有 - 楊千嬅－愛在旁若無人的太空 - 楊千嬅－剛剛好 - 楊千嬅－風起了 - 群 星－我們是團隊尖兵 - 群 星－炒風吹 - 群 星－誰是張威 - 群 星－讓小道消息唱起來 - 群 星－另一個美好清晨 - 群 星－春風沈醉的最後一夜 - 鄭淳元－我們相愛吧 - 鄧福如－輸給時間 - 趙 薇－左耳 - 劉若英－我敢在你懷裡孤獨 - 龍起暘、王詩雨－喝什麼（國） - 謝安琪－最初的快樂 - 謝安琪－有夢要想－Happily Ever After - 羅大佑、台北愛樂合唱團－穿越漩渦 - 羅大佑、台北愛樂合唱團－秋之芒草 - 麒麟baby－我要你Happy |

### 2016年（35首）
| - 五月天－勇敢（國） - 王 菲－夢 - 王 菲－童殿 - 彭 彪－假面舞會 - 王菀之－之乎者也 - 辛曉琪－在乎 不在乎 - 林宥嘉－熱血無賴 - 尚雯婕－單身男孩 Bling Bling Boy - 泳 兒－四不像 - 泳 兒－浮沙之路 - 慶 慶－蝙蝠 - 孫伯綸－活就活到底 - 容祖兒－新貴 - 容祖兒－玩家 - 草 蜢－大作 - 張智霖、吳業坤－兵兵 - 符致逸－無非一聲掰拜 - 許廷鏗－我的志願 | - 陳潔儀－錯過不是錯 - 麥浚龍－劊子手最後一夜 - 麥浚龍－髮落無聲 - 麥浚龍－如來像去 - 麥浚龍－你前來‧我過去 - 麥浚龍－孽 - 麥浚龍、薛凱琪－結（與周耀輝合填） - 黃劍文－尋找消失的過去 - 趙學而－其實怕選擇 - 潘伯仲－法西斯情人 - 鄭秀文－衝過去 - 糖 妹－實驗青春 - 蕭煌奇－你準備要活兩次 - 張國榮－你聽見沒有 - 張國榮－床單 - 張國榮－你的眼我的淚 - 張國榮－愛得不夠壞 |

### 2017年（32首）
| - AGA－吃定我 - Twins－加油 - 王菀之－突然一生人 - 王菀之－忘記有時 - 羅大佑－沒有時間 - 羅大佑－Do Re Mi - 羅大佑－北西南風 - 羅大佑－你準備要活兩次 - 古巨基－初心 - 李幸倪－和每天講再見 - 周柏豪－囂 - 周殷廷－愛與罪 - 秦馨敏－我的燦爛 - 秦馨敏－分過手請舉手 - 秦馨敏－長期失戀 - 側 田－拜託，我不寂寞 - 梁漢文－終身贊助 | - 梁漢文－纏綿朋友 - 梁漢文－你哪位 - 許廷鏗－原來我可以哭 - 陳潔儀－清白 - 麥浚龍－禽獸 - 楊千嬅－一二三，三二一 - 趙學而－恨上癮 - 劉美君－千色 - 慶 慶－遺忘 - 衛 蘭－驗傷 - 衛 蘭 Feat. 衛 詩－細細個 - 鄧小巧－心靈作家 - 盧凱彤－翻牆 - 盧凱彤－之所以是你我 - 譚詠麟、五月天－脫胎換骨 |

### 2018年（23首）
| - Gin Lee－自我感覺還好 - Gin Lee－天地一沙鷗 - Gin Lee－侘寂 - 古巨基－太空艙 - 古巨基－亂世情侶 - 古巨基－#香港勁揪 - 古巨基 Feat. 黃子華－子華說 - 李晧軒－窮我一生 - 汪晨蕊－快高長大 - 林欣彤－忍 - 梁釗峰－問題青年 - 黃耀明－愛比海還深 | - 梁文音－懂事 - 梁佑嘉－有種傷害叫無心 - 許廷鏗－恐怖情人 - 許廷鏗－白紙 - 陳柏宇－愛他怕他 - 麥家瑜－終生女友 - 麥浚龍－勇悍．17 - 麥浚龍－困獸．28 - 麥浚龍－暴烈．34 - 盧凱彤－荒原 - 謝安琪－人妻的偽術 |

### 2019年（20首）
| - 王菀之－波點女皇 - 台港音樂圈－撐（與武雄合填） - 吳赫－似是故人來（國） - 李晧軒－講感情 傷感情 - 林二汶－最後的信仰 - 林家謙－下一位前度 - 徐天佑－求 - 符致逸－值得放棄 - 符致逸－愛放閃 - 許廷鏗－將心比己 - 許廷鏗－我們與愛的距離 | - 許廷鏗－你可能未必不喜歡我 - 麥浚龍－寂寞就如 - 麥浚龍、韋羅莎－黑盒 - 麥浚龍、謝安琪－廢話 - 達明一派－回憶有罪 - 謝安琪－其實寂寞 - 謝安琪－我們的基因 - 謝安琪－我在陽台上看你 - 滅火器樂團－雙城記 |

### 2020年（11首）
| - 小塵埃－幻愛（國） - 王菀之－碧玉 - 林欣彤－無名指的勇氣 - 林家謙－拼命無恙 - 許廷鏗－恨 - 許廷鏗－謊 | - 許廷鏗－賤 - 許廷鏗－慌 - 黃耀明－自由之夏 - 劉美君－親密距離 - 謝安琪－只想死於你身邊 |

### 2021年（8首）
| - 小 肥－廢柴 - 方皓玟－你好嗎 - 林二汶－自白的勇氣 - 許廷鏗－佛系人生 | - 連詩雅－別放棄治療 - 陳天翺－最好好好講再見 - 達明一派－我的男朋友 - 鄧思朗－你為何還未睡 - 張敬軒－一個人的地球 |

### 2022年（10首）
| - KOLOR－海底隧道 - YUTA－推理的愛 - 林家謙－某種老朋友 - 許廷鏗－有今生沒來世 - 許廷鏗－沒有人可以為你的幸福負責 | - 許廷鏗－煽風點火 - 許廷鏗－修羅場 - 許廷鏗－旁聽他人的秘密 - 許廷鏗－都是別人的 - 許廷鏗－小奇蹟日 |

### 2023年（6首）
| - KOLOR－52赫茲 - 吳林峰－未生 - 林家謙－怪我只敢做好人 | - 陳慧敏－十年如一日 - 藍奕邦－情定唐人街 - 藍奕邦－命 |

### 2024年（7首）
| - 陳芳語－自己愛情自己愛 - 小塵埃－Control Freak - 陳慧敏－拯救我自己 - 劉威煌－普通人 | - 陳凱詠－百妖夜行的修行 - 林家谦－有色眼镜 - 林家谦－第几位前任 |

### 2025年（4首）
| - 黃明志－悔過書 - 鄭杞瑤－只得一半 | - 林家謙－夏日之子 - 杜汶澤－莊敬自強（之無路可逃） |

## 獎項
| 中文歌曲擂臺頒獎禮                                                         | 中文歌曲擂臺頒獎禮 | 中文歌曲擂臺頒獎禮 | 中文歌曲擂臺頒獎禮 | 中文歌曲擂臺頒獎禮 | 中文歌曲擂臺頒獎禮 | 中文歌曲擂臺頒獎禮 | 中文歌曲擂臺頒獎禮                                                           |
| -------------------------------------------------------------------------- | ------------------ | ------------------ | ------------------ | ------------------ | ------------------ | ------------------ | ---------------------------------------------------------------------------- |
| 年份                                                                       | 屆別               | 最佳填詞           | 最佳填詞           | 最佳填詞           | 最佳歌曲           | 最佳歌曲           | 最佳歌曲                                                                     |
| 1987                                                                       | 9                  | 別人的歌           | 別人的歌           | 別人的歌           | 別人的歌           | 別人的歌           | 別人的歌                                                                     |
| 叱咤樂壇流行榜頒獎典禮                                                     |                    |                    |                    |                    |                    |                    |                                                                              |
| 年份                                                                       | 屆別               | 填詞人大獎         | 上榜作品           | 冠軍歌             | 至尊歌             | 我最喜愛的歌曲     | 叱吒十大                                                                     |
| 1994                                                                       | 7                  |                    |                    |                    |                    |                    | 誰人知(8) 如果得不到愛情(9) 怎麼天生不是女人(10) 鐵幕誘惑(14)(與小美合填)    |
| 1995                                                                       | 8                  | 獲獎               |                    | 5                  | 春光乍洩           |                    | 心亂如麻(3)                                                                  |
| 1996                                                                       | 9                  | 獲獎               |                    | 5                  |                    | 你的名字我的姓氏   |                                                                              |
| 1997                                                                       | 10                 | 獲獎               |                    | 15                 |                    | 只要為我愛一天     |                                                                              |
| 1998                                                                       | 11                 | 獲獎               | 66                 | 13                 | 越吻越傷心         | 越吻越傷心         | 情誡(2) 今生不再(3) 挂念(5) 有你一天(6)                                      |
| 1999                                                                       | 12                 | 獲獎               | 36                 | 17                 | 左右手             | 幸福摩天輪         | 天煞孤星(2) 擡起我的頭來(4) 郵差(7) 幸福摩天輪(8) 對你太在乎(9) 非走不可(10) |
| 2000                                                                       | 13                 | 獲獎               | 79                 | 19                 | K歌之王            | K歌之王            | 下一站天國(2) 路過蜻蜓(4) 給自己的情書(6) 少女的祈禱(7)                      |
| 2001                                                                       | 14                 | 獲獎               | 66                 | 16                 | 有病呻吟           |                    | 姊妹(2) 重新做人(5) Shall We Talk(6) 最愛演唱會(7) 潛龍勿用(8) 終身美麗(9)   |
| 2002                                                                       | 15                 | 獲獎               | 69                 | 16                 |                    |                    | 人來人往(2) 女人之苦(3) 爭氣(4)                                              |
| 2003                                                                       | 16                 | 獲獎               | 61                 | 22                 | 七友               | 必殺技             | 必殺技(2) 愛一個人(4) 獻世(5) 一步一生(10)                                   |
| 2004                                                                       | 17                 |                    |                    |                    |                    | 愛與誠             | 小城大事(2) 翡翠劇場(5) 大雄(6) 一拍兩散(9)                                  |
| 2005                                                                       | 18                 |                    |                    |                    | 夕陽無限好         | 夕陽無限好         | 天才與白痴(2) 小黑與我(5) 烈女(6) 我們(10)                                   |
| 2006                                                                       | 19                 | 獲獎               | 63                 | 20                 | 愛得太遲           | 愛得太遲           | 富士山下(2) 大愛(8) 愛你變成恨你(9)                                          |
| 2007                                                                       | 20                 | 獲獎               | 46                 | 14                 | 酷愛               | 酷愛               | 愛回家(4) 愛一個上一課(7) 逼得太緊(8) 男人KTV(9)(部分填詞）                  |
| 2008                                                                       | 21                 | 獲獎               | 38                 | 10                 |                    |                    | 下次再見(3)                                                                  |
| 2009                                                                       | 22                 | 獲獎               | 32                 | 13                 |                    |                    | 你瞞我瞞(3) 地球很危險(5) 原來過得很快樂(6) 弱水三千(9)                      |
| 2010                                                                       | 23                 |                    |                    |                    |                    |                    | 時代(8) 我係我(10)                                                           |
| 2011                                                                       | 24                 |                    |                    |                    |                    |                    | 六月飛霜(3) 我本人(9)                                                        |
| 2012                                                                       | 25                 | 獲獎               | 18                 | 9                  |                    |                    | 睡火山(2) 留白(3) 戀無可戀(9)                                                |
| 2013                                                                       | 26                 |                    |                    |                    | 任我行             | 任我行             | 半邊生命(5)                                                                  |
| 2014                                                                       | 27                 |                    |                    |                    |                    | 撐起雨傘           | 好不容易遇見愛(5) 獨家村(6)                                                  |
| 2017                                                                       | 30                 |                    |                    |                    |                    |                    | 和每天講再見(7)                                                              |
| 2019                                                                       | 32                 |                    |                    |                    |                    |                    | 最後的信仰(2) 我們與愛的距離(7)                                              |
| 合計: 填詞人大獎(14) 至尊歌(9) 我最喜愛的歌曲(12) 叱吒十大(65)(不含至尊歌) |                    |                    |                    |                    |                    |                    |                                                                              |

| 年份 | 最佳作詞（獎）    | 金曲作品榜                                                                              |
| ---- | ----------------- | --------------------------------------------------------------------------------------- |
| 1987 |                   | 別人的歌                                                                                |
| 1994 |                   | 鐵幕誘惑、誰人知、昨晚妳已嫁給誰                                                        |
| 1995 |                   | 濃情化不開、春光乍洩                                                                    |
| 1996 | 妳的名字 我的姓氏 | 妳的名字 我的姓氏                                                                       |
| 1997 | 再見二丁目        | 只要為我愛一天、好朋友、我的天 我的歌                                                   |
| 1998 |                   | 越吻越傷心、情誡、我這樣愛你、有你一天                                                  |
| 1999 | 一枝花            | 幸福摩天輪、非走不可、對你太在乎、抬起我的頭來、償還                                    |
| 2000 | 給自己的情書      | 少女的祈禱、一生一火花、活著VIVA、K歌之王、花花宇宙、感情線上、給自己的情書、一千次日落 |
| 2001 |                   | Shall We Talk、最愛演唱會、姊妹、玉蝴蝶、終身美麗                                       |
| 2002 |                   | 女人之苦、傷逝、愛不釋手、明年今日、天生天養、爭氣、楊千嬅                              |
| 2003 | 身外情            | 兩個人的幸運、一步一生、七友                                                            |
| 2004 |                   | 按摩女郎、愛與誠、小城大事、女人味                                                      |
| 2005 | 夕陽無限好        | 天才與白痴、夕陽無限好、烈女                                                            |
| 2006 | 愛得太遲          | 愛得太遲、天水（圍城）、情歌、離家出走、你不是好情人                                    |
| 2007 | 富士山下          | 酷愛、逼得太緊、富士山下、化、愛回家                                                    |
| 2008 |                   | 歌‧頌、眼睛不能沒眼淚、她慈我悲                                                         |
| 2009 |                   | 搜神記、地球很危險、原來過得很快樂、可歌可泣                                            |
| 2010 |                   | 男人信什麼、愛的習慣                                                                    |
| 2011 |                   | 水百合                                                                                  |
| 2012 | 頑石              | 留白                                                                                    |
| 2013 |                   | 雙子情歌、妳的名字我的姓氏                                                              |
| 2014 |                   | 獨家村                                                                                  |
| 2015 |                   | 過客別墅、明知故犯                                                                      |
| 2016 |                   | 我的志願                                                                                |
| 2018 |                   | 忍                                                                                      |

| 年份 | 金曲作品榜                                                                                  | 其它獎項                               |
| ---- | ------------------------------------------------------------------------------------------- | -------------------------------------- |
| 1987 |                                                                                             | 最佳中文（流行）歌詞獎：《別人的歌》   |
| 1988 | 無需要太多                                                                                  |                                        |
| 1991 |                                                                                             | 最佳中文（流行）歌詞獎：《似是故人來》 |
| 1993 | 永遠寂寞                                                                                    |                                        |
| 1994 | 鐵幕誘惑、誰人知、冷戰                                                                      |                                        |
| 1995 | 濃情化不開                                                                                  |                                        |
| 1996 | 彷如隔世、感冒、妳的名字 我的姓氏                                                           |                                        |
| 1997 | 明知故犯、只要為我愛一天、你快樂所以我快樂                                                  | 最佳中文（流行）歌詞獎：《約定》       |
| 1998 | 情誡、二人行，一日後、越吻越傷心、我這樣愛你                                                | 四台聯頒獎項：傳媒（作詞）大獎         |
| 1999 | 對你太在乎、抬起我的頭來、非走不可、償還、教我如何不愛他、眼睛想旅行、左右手                | 四台聯頒獎項：傳媒（作詞）大獎         |
| 2000 | 少女的祈禱、一生一火花、活著VIVA、K歌之王、花花宇宙、感情線上、給自己的情書、誰來愛我、大熱 | 四台聯頒獎項：傳媒（作詞）大獎         |
| 2001 | Shall We Talk、最愛演唱會、姊妹、玉蝴蝶、終身美麗、有病呻吟                                 | 四台聯頒獎項：傳媒（作詞）大獎         |
| 2002 | 女人之苦、傷逝、愛不釋手、明年今日、天生天養、爭氣、笑中有淚                                | 四台聯頒獎項：傳媒（作詞）大獎         |
| 2003 | 合久必婚、風箏與風、無間道、七友                                                            |                                        |
| 2004 | 常言道、愛與誠、小城大事、飲歌                                                              |                                        |
| 2005 | 天才與白痴、夕陽無限好、烈女、好人                                                          | 四台聯頒獎項：傳媒（作詞）大獎         |
| 2006 | 愛得太遲、天水（圍城）、情歌、心亂如麻                                                      | 四台聯頒獎項：傳媒（作詞）大獎         |
| 2007 | 酷愛、逼得太緊、富士山下、化、愛回家、思前戀後、愛一個上一課                                | 四台聯頒獎項：傳媒（作詞）大獎         |
| 2008 | 陪我長大、一事無成、眼睛不能沒眼淚                                                          | 金針獎                                 |
| 2009 | 搜神記、地球很危險、原來過得很快樂、你瞞我瞞、就算世界無童話                                | 四台聯頒獎項：傳媒（作詞）大獎         |
| 2010 | 愛的習慣、時代、以身試愛                                                                    |                                        |
| 2011 | 六月飛霜、我本人、你們的幸福                                                                |                                        |
| 2012 | 留白、戀無可戀                                                                              |                                        |
| 2013 | 任我行、街燈晚餐                                                                            |                                        |
| 2014 | 獨家村                                                                                      |                                        |
| 2016 | 我的志願                                                                                    |                                        |
| 2019 | 其實寂寞、最後的信仰、我們與愛的距離                                                        |                                        |

| 年份 | 屆數 | 電影         | 歌曲       |
| ---- | ---- | ------------ | ---------- |
| 1992 | 11   | 《雙鐲》     | 似是故人來 |
| 1994 | 13   | 《東方三俠》 | 女人心     |
| 1995 | 14   | 《金枝玉葉》 | 追         |
| 1999 | 18   | 《玻璃之城》 | 今生不再   |
| 2002 | 21   | 《瘦身男女》 | 終身美麗   |
| 2003 | 22   | 《無間道》   | 無間道     |
| 2008 | 27   | 《十分愛》   | 逼得太緊   |

| 年份 | 最佳歌詞   | 最佳歌曲大獎 | 其他獎項                                                           |
| ---- | ---------- | ------------ | ------------------------------------------------------------------ |
| 2001 |            | 給自己的情書 |                                                                    |
| 2003 | 人來人往   | 明年今日     |                                                                    |
| 2005 |            | 夕陽無限好   |                                                                    |
| 2006 | 觀世音     |              |                                                                    |
| 2007 | 富士山下   | 富士山下     |                                                                    |
| 2010 |            | 一絲不挂     | 十週年樂迷摯愛大獎 最佳歌詞：人來人往、富士山下 最佳歌曲：明年今日 |
| 2011 | 六月飛霜   | 六月飛霜     |                                                                    |
| 2012 |            |              | CASH音樂成就大獎                                                   |
| 2013 |            | 任我行       |                                                                    |
| 2015 | 獨家村     |              |                                                                    |
| 2017 | 突然一生人 |              |                                                                    |
| 2018 |            | 荒原         |                                                                    |
| 2022 | 某種老朋友 |              |                                                                    |
| 2023 | 52赫茲     | 52赫茲       |                                                                    |

| 年份 | 屆數 | 歌曲         | 專輯       |
| ---- | ---- | ------------ | ---------- |
| 1999 | 10   | 《臉》       | 《王菲》   |
| 2010 | 21   | 《開門見山》 | 《阿密特》 |

| 年份 | 屆數 | 電影             | 歌曲           |
| ---- | ---- | ---------------- | -------------- |
| 1993 | 30   | 《白髮魔女傳》   | 紅顔白髮       |
| 1997 | 34   | 《半生緣》       | 半生緣         |
| 2003 | 40   | 《向左走向右走》 | 迴旋木馬的終端 |
| 2012 | 49   | 《高海拔之戀II》 | Do Re Mi       |

## 創作精選大碟列表
- 《林夕音樂詞典》（2001年10月29日出版）
- 《林夕字傳》（2006年1月10日出版）
- 《Perfect Match》（與伍樂城合作，2006年4月13日出版）
- 《林夕字傳2》（2007年1月26日出版）

## 參看
- 十大中文金曲頒獎音樂會
- 十大勁歌金曲頒獎典禮
- 新城勁爆頒獎禮
- 新城勁爆電視大獎頒獎禮
- 新城勁爆家族音樂大賞
- 叱咤樂壇流行榜頒獎典禮
- RoadShow至尊音樂頒獎禮
- 四台聯頒音樂大獎

## 註解
- 中國大陸歌手郭燕於2008年發表歌曲《下半生》（國語版）之後又陸續發表《下半生》（粵語版）、《下半生》（合唱版），國、粵語同詞，詞曲人標準混亂，有林夕、小寒等多種標注。其後另有國語版《變成你的狗》甚至將詞曲唱均標注爲林夕，演唱人聲綫與林夕本人迥異。故視其為仿冒之作，不收錄本詞條。

1. ↑  該文因標題反諷，常被網民望文生義或中國官媒刻意扭曲為林夕早年抒發愛國之情的作品。
2. 1 2 3 4 5 6 7 8 9 10 11 12 13 14 15 16 17 18 19 20 21 22 23  僅於影視劇片頭曲或片尾曲公開，未發行單曲
3. 1 2 3  僅於兒童節目或動畫主題曲公開，未發行單曲
4. ↑  僅於電影插曲或片尾曲公開，未發行單曲
5. ↑  馬來西亞歌手邱綺玲於1995年發表歌曲《我愛過你還是你愛過我》詞作者本已軼失，2019年歌手郭雯雯發表作品《愛過》和《我愛過你還是你愛過我》歌詞相同，並標注作詞人為林夕。故本詞條收錄原作《我愛過你還是你愛過我》，不收錄翻唱作品《愛過》。
6. ↑  僅於活動主題曲公開，未發行單曲
7. 1 2  僅於廣告公開，未發行單曲
8. ↑  歌詞未經林夕同意而被竄改，竄改人身份未知
9. 1 2 3 4  僅於演唱會公開，未發行單曲
10. 1 2  改編版，部分歌詞不同於原版
11. 1 2 3  改編版，歌詞不同於原版

## 外部連結
- 林夕的Instagram帳戶
- 林夕的X（前Twitter）